# Murs (Vaucluse)
Vous lisez un « bon article » labellisé en 2007.
Pour les articles homonymes, voir Murs.
Murs (prononcé [myːʁs] ou [myʁs]) est une commune française du département de Vaucluse, en région Provence-Alpes-Côte d'Azur.
Ses habitants s'appellent les Mursois.

## Géographie

### Situation
Murs est située dans le département de Vaucluse dans la région Provence-Alpes-Côte d'Azur. Le village se trouve au cœur de la partie occidentale des monts de Vaucluse, à mi-chemin de la route (D D 4) reliant Apt à Carpentras.

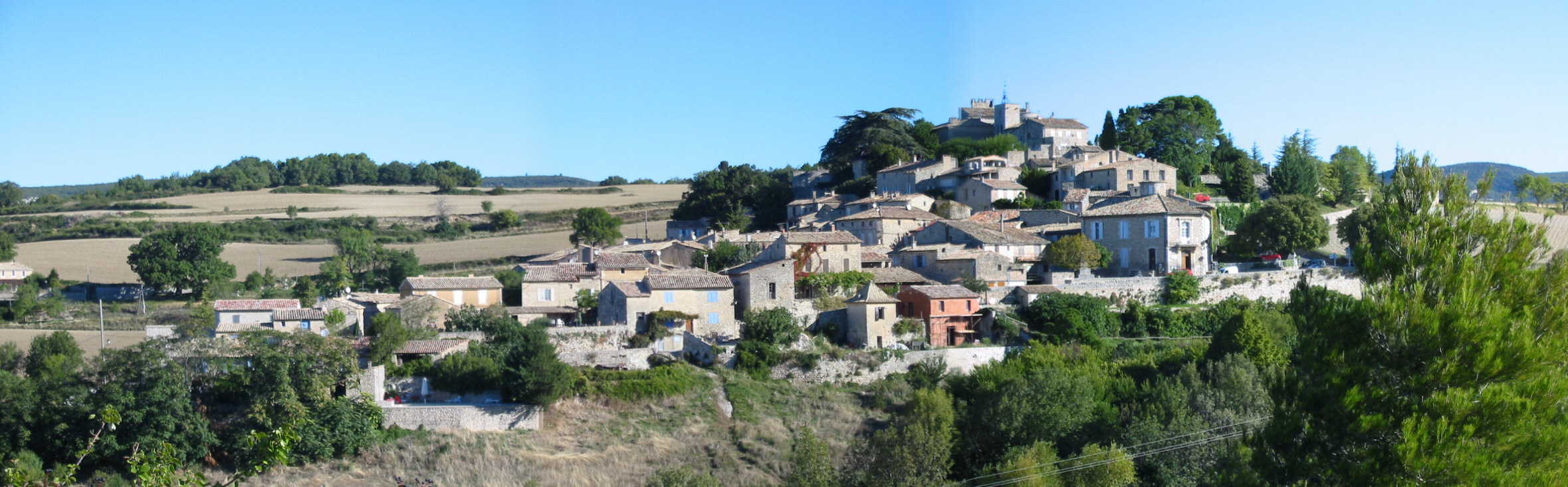

La commune de Murs est limitrophe de Gordes, Joucas et Roussillon au sud, de Saint-Saturnin-lès-Apt et Lioux à l’est et de Venasque et Méthamis au nord. Murs est à 8 km de Gordes par la D 15, à 4 km de Joucas par la D D 102A et la D D 4 et à 17 km de la ville d’Apt.
| Venasque | Méthamis |                        |
|          | Murs     | Lioux                  |
| Gordes   | Joucas   | Saint-Saturnin-lès-Apt |

### Voies de communications et transports

#### Voies routières
La commune est desservie par les sorties de l'autoroute A7 à Avignon Sud ou Cavaillon.

#### Transports en commun
- Transport en Provence-Alpes-Côte d'Azur

Commune desservie par le réseau régional Sud Mobilité.

##### Lignes SNCF
- La gare TGV la plus proche est la gare d'Avignon TGV.

### Topographie

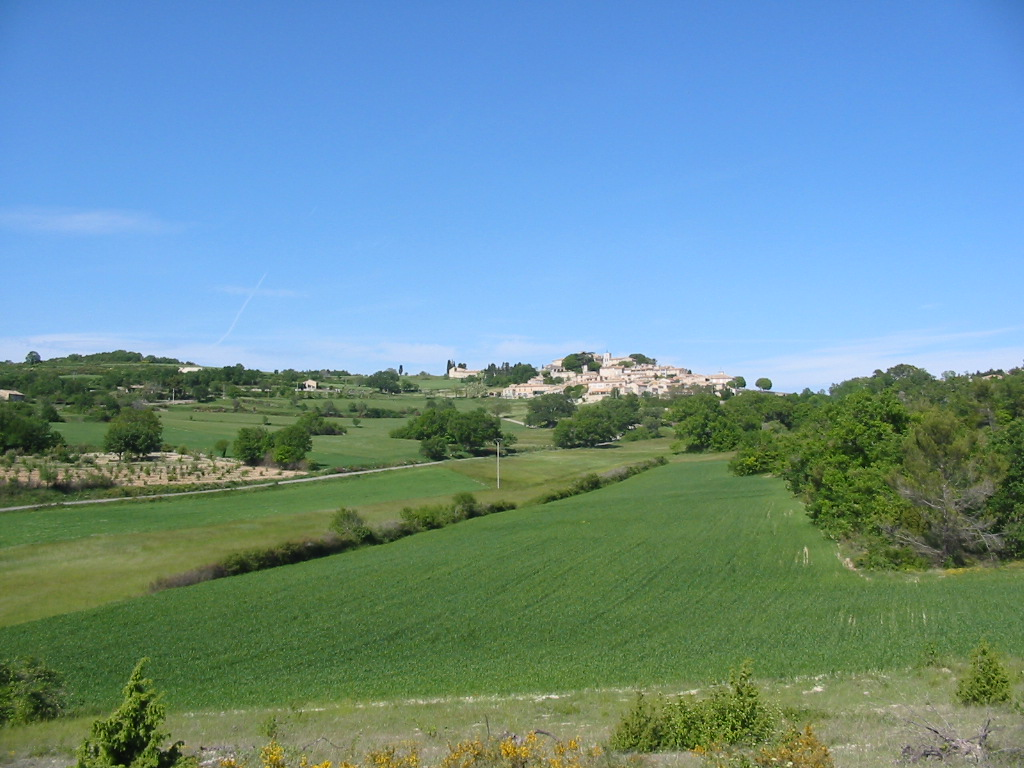
Le village est situé sur les flancs d'un fossé d'effondrement dont la terre sableuse et limoneuse est propice à la culture des céréales.

Le village, à 500 m d'altitude, est niché sur les flancs d'une colline, en bordure d'un fossé d'effondrement.
La totalité du territoire de Murs se trouve sur l'adret des monts de Vaucluse. Les frontières nord et ouest de la commune suivent la ligne de crête et traversent trois cols : le col de la Ligne, le col de Murs (ou col du Puy Griffon) et le col des Trois Termes.
La commune de Murs s'étend sur 3 126 ha, de la plaine du Calavon jusqu'à la ligne de crête des monts de Vaucluse. Le point culminant, à 803 m, de ce vaste territoire est une colline dans les bois de Curnier, à proximité du col de la Ligne. Le point le plus bas de la commune, à l’altitude de 248 m, se trouve au lieu-dit la Tuilière, au sud de la commune.

### Géologie

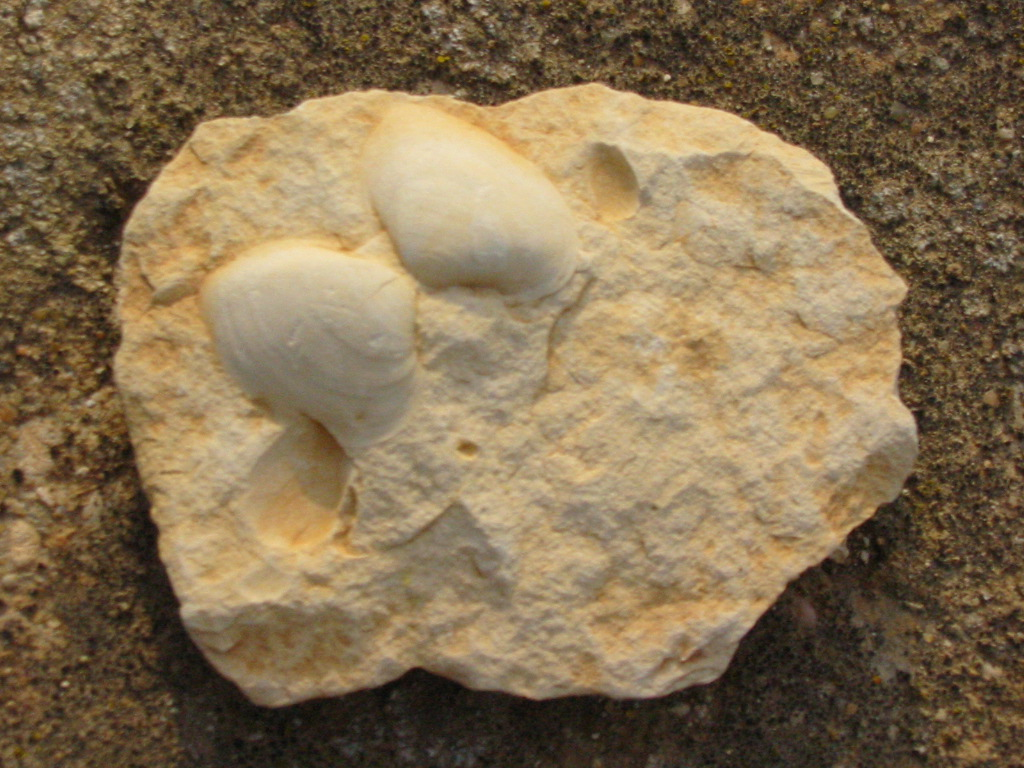
Un fossile de bivalve : il y a vingt millions d'années, une mer recouvrait ce qui deviendra la Provence.

Le village de Murs est implanté à 500 m d'altitude, dans les monts de Vaucluse, en bordure d’un fossé d'effondrement, orienté suivant une direction nord-est sud-ouest, et dont le fond est à 430 m d’altitude.
Les monts de Vaucluse sont composés de calcaires du Crétacé inférieur. Cependant, les affleurements calcaires sont, en certains endroits, entaillés par des fossés d’effondrement remplis de terrains plus récents sableux, marneux et gréseux couverts d'alluvions (Éocène et Oligocène). Les terrains fertiles de ces fossés ont attiré les hommes qui ont pu y développer l'agriculture. C’est le cas aussi à Lioux, Sault, Simiane, Banon. Le fossé de Murs concentre ainsi la totalité des terres cultivées de la commune et abrite des terres plus humides (lieu-dit les Étangs, lac artificiel à Tourbe).
Le reste du territoire de la commune est constitué de sols pauvres, secs, où le calcaire affleure souvent. Ces paysages de garrigue des alentours ne sont pas propices aux cultures.
Le fossé de Murs est relié à la plaine du Calavon par la gorge du Véroncle. La gorge du Véroncle joua un rôle économique majeur dans l'histoire de la commune, et ainsi que celle de la Vaumale, qui forme la limite-est de la commune. Les gorges de la Sénancole, où se trouve l'abbaye de Sénanque, sont situées sur le territoire de Gordes.
La commune de Murs comprend un site « le Puy » faisant partie de la réserve naturelle géologique du Luberon. Cette zone est protégée et les fouilles ou les prélèvements y sont strictement interdits par la loi. Il comprend des calcaires marneux de faciès continental du Tertiaire (Oligocène - Stampien). Ils livrent des poissons. On y trouve également de nombreux débris végétaux (cuticules et feuilles).

### Hydrographie et les eaux souterraines
Cours d'eau sur la commune ou à son aval :
- ruisseaux la Véroncle, le Carlet, des Leydiers, du Peyrau, de la Cauquière, du Puy neuf ;
- fossé des gardiols.

Même si des archives attestent que l'eau était autrefois plus présente dans les monts de Vaucluse, la nature géologique des sols et le faible régime des précipitations n’ont jamais permis la présence de cours d’eau importants.
La karstification du calcaire provoque l’infiltration des eaux dans le sous-sol et empêche son écoulement en surface, à l’exception notable des fossés d’effondrement où des ruisseaux existent pendant l’hiver. L’injection d’une substance fluorescéine a montré que toutes les eaux infiltrées sur le versant sud du mont Ventoux et sur les monts de Vaucluse rejaillissaient en un lieu unique, à la fontaine de Vaucluse.

### Climat
Pour des articles plus généraux, voir Climat de Provence-Alpes-Côte d'Azur et Climat de Vaucluse.
En 2010, le climat de la commune est de type climat méditerranéen franc, selon une étude du Centre national de la recherche scientifique s'appuyant sur une série de données couvrant la période 1971-2000. En 2020, Météo-France publie une typologie des climats de la France métropolitaine dans laquelle la commune est exposée à un climat méditerranéen et est dans la région climatique  Provence, Languedoc-Roussillon, caractérisée par une pluviométrie faible en été, un très bon ensoleillement (2 600 h/an), un été chaud (21,5 °C), un air très sec en été, sec en toutes saisons, des vents forts (fréquence de 40 à 50 % de vents > 5 m/s) et peu de brouillards. 
Pour la période 1971-2000, la température annuelle moyenne est de 12,1 °C, avec une amplitude thermique annuelle de 16,6 °C. Le cumul annuel moyen de précipitations est de 806 mm, avec 6,2 jours de précipitations en janvier et 3,1 jours en juillet. Pour la période 1991-2020, la température moyenne annuelle observée sur la station météorologique installée sur la commune est de 13,3 °C et le cumul annuel moyen de précipitations est de 757,8 mm. 
La température maximale relevée sur cette station est de 42,4 °C, atteinte le 28 juin 2019 ; la température minimale est de −13,2 °C, atteinte le 12 février 2012,,. 
| Mois                                  | jan.          | fév.           | mars          | avril         | mai           | juin          | jui.          | août          | sep.          | oct.          | nov.          | déc.          | année      |
| ------------------------------------- | ------------- | -------------- | ------------- | ------------- | ------------- | ------------- | ------------- | ------------- | ------------- | ------------- | ------------- | ------------- | ---------- |
| Température minimale moyenne (°C)     | 1,5           | 1,2            | 3,9           | 6,9           | 10            | 13,7          | 16            | 15,8          | 12,6          | 9,4           | 5,4           | 2,4           | 8,2        |
| Température moyenne (°C)              | 5,1           | 5,5            | 8,8           | 12,3          | 15,6          | 19,8          | 22,6          | 22,3          | 18,3          | 13,9          | 9,1           | 5,9           | 13,3       |
| Température maximale moyenne (°C)     | 8,7           | 9,9            | 13,8          | 17,6          | 21,2          | 25,8          | 29,1          | 28,9          | 24,1          | 18,5          | 12,8          | 9,4           | 18,3       |
| Record de froid (°C) date du record   | −8,3 18.01.17 | −13,2 12.02.12 | −6,3 11.03.10 | −2,3 03.04.22 | 2,2 07.05.10  | 7,6 13.06.19  | 10,4 10.07.07 | 8,7 28.08.11  | 4,4 27.09.20  | −2 28.10.12   | −7,5 17.11.07 | −7,7 20.12.09 | −13,2 2012 |
| Record de chaleur (°C) date du record | 17,6 28.01.08 | 20 27.02.19    | 23,3 30.03.21 | 26,8 10.04.11 | 32,2 24.05.09 | 42,4 28.06.19 | 37,1 31.07.17 | 39,3 22.08.23 | 33,3 04.09.23 | 30,3 08.10.23 | 22,2 14.11.23 | 21 30.12.21   | 42,4 2019  |
| Précipitations (mm)                   | 63,5          | 49,8           | 54,2          | 65            | 75,6          | 53            | 21,4          | 32,5          | 66,1          | 101,9         | 114,6         | 60,2          | 757,8      |

| Diagramme climatique                                  |            |             |           |            |            |            |              |              |              |              |            |
| J                                                     | F          | M           | A         | M          | J          | J          | A            | S            | O            | N            | D          |
| 8,71,563,5                                            | 9,91,249,8 | 13,83,954,2 | 17,66,965 | 21,21075,6 | 25,813,753 | 29,11621,4 | 28,915,832,5 | 24,112,666,1 | 18,59,4101,9 | 12,85,4114,6 | 9,42,460,2 |
| Moyennes : • Temp. maxi et mini °C • Précipitation mm |            |             |           |            |            |            |              |              |              |              |            |

Les paramètres climatiques de la commune ont été estimés pour le milieu du siècle (2041-2070) selon différents scénarios d'émission de gaz à effet de serre à partir des nouvelles projections climatiques de référence DRIAS-2020. Ils sont consultables sur un site dédié publié par Météo-France en novembre 2022.

### Flore et faune

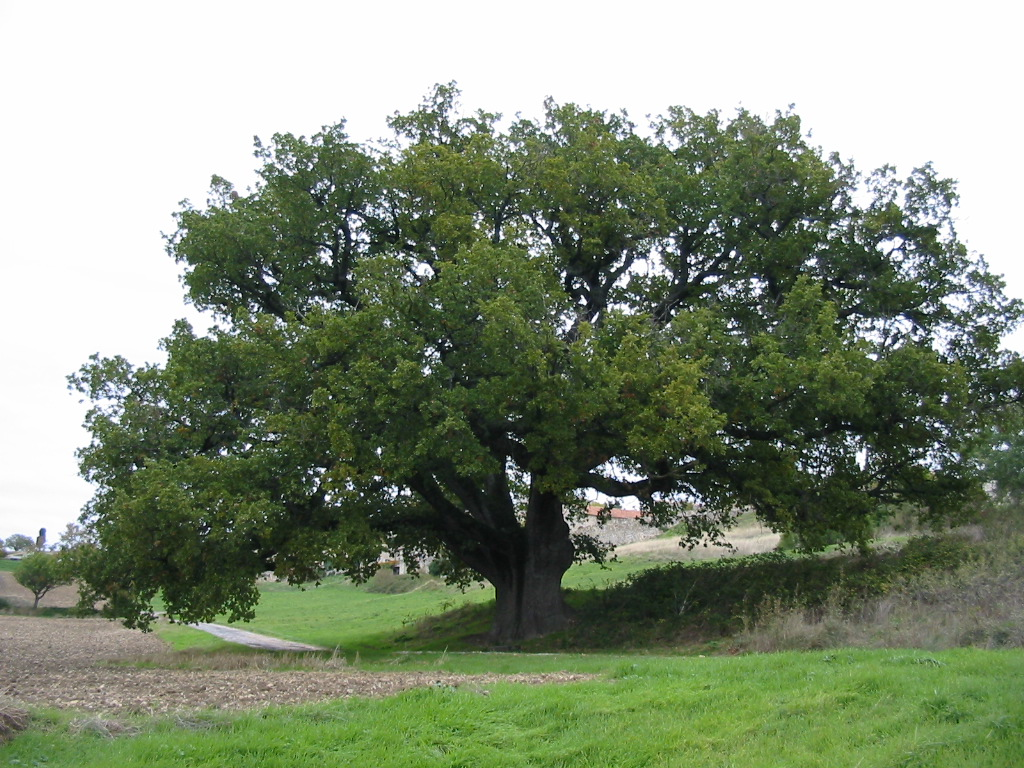
Le « Gros chêne ».

La végétation se compose principalement de forêts de chênes verts, de chênes blancs et de pins d’Alep, alternant avec des zones moins boisées de garrigues. Le sol est couvert d’arbustes et de plantes herbacées habitués au sol pauvre et à la sécheresse. Il s’agit de chênes kermès, de nerpruns, de viornes, de genévriers, de genêts et de plantes aromatiques telles que le romarin, le thym, la sauge, etc.
Les fleurs sont peu nombreuses et discrètes : aphyllantes de Montpellier appelée aussi œillet bleu de Montpellier (petite fleur bleue de garrigue qui apprécie les espaces dégagés), iris nains, cistes, leuzées, lavandins, orchis, etc.
En contrebas du village, le Gros chêne de Murs est le plus gros des chênes pubescents pluricentenaires de la commune. La circonférence de son tronc est de 6,80 mètres, sa hauteur de 24 mètres et sa frondaison de 34 mètres.
La faune est représentée par de petits mammifères (musaraignes, campagnols), des oiseaux dont des rapaces (buses, faucons), des gallinacés (perdrix), de nombreux reptiles dont des lézards des murailles (Podarcis muralis) et des serpents comme les couleuvres à échelons (Elaphe scalaris), et des insectes comme les chrysomèles de la menthe (Chrysolina herbacea) ou les « crache-sang » (Timarcha tenebricosa).
Les grands rapaces font l'objet d'un arrêté de protection de biotope depuis le 25 avril 1990.

### Zones protégées

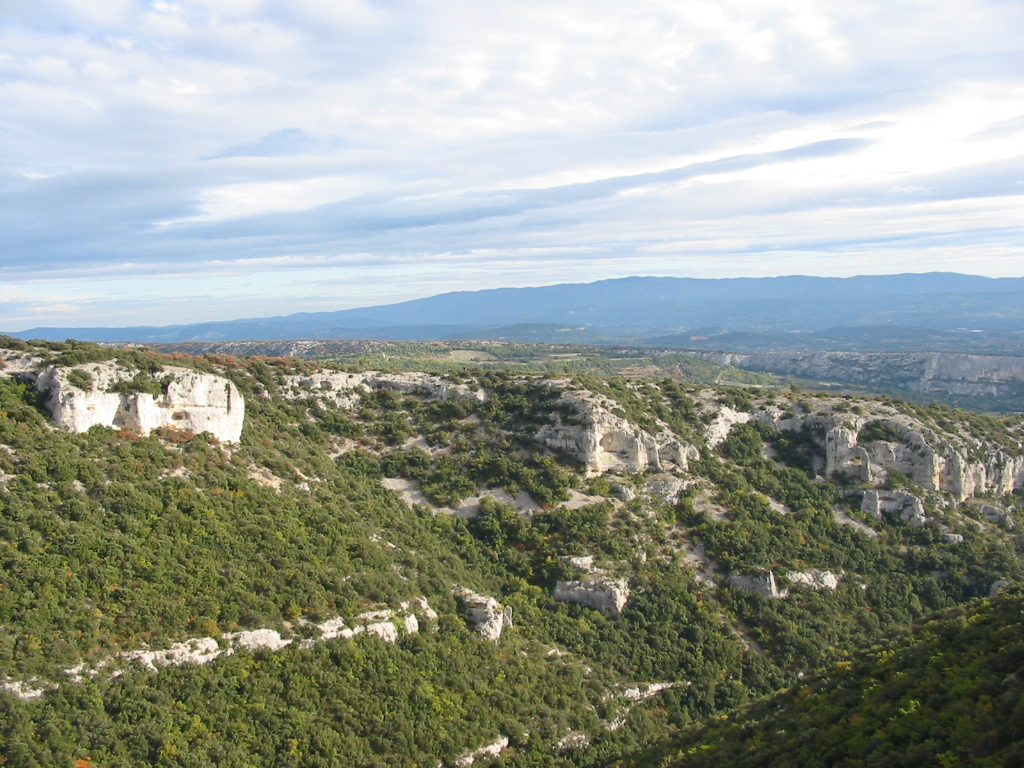
La combe de Lioux.

La commune de Murs appartient au parc naturel régional du Luberon. Elle a sur son territoire des morceaux de huit zones classées par le parc comme secteurs de valeur biologique majeure : Rochers et combes des monts de Vaucluse :
- La Sénancole (703 ha) ;
- Combe de Véroncle - Bois d’Audibert (235 ha) ;
- La Jaumière (8 ha) ;
- Ravin de Sumian (13 ha) ;
- Crêtes des Plaines (20 ha) ;
- Boissière - Combe de Vaumale (278 ha) ;
- Puy de Griffon - crêtes de Murs (299 ha) ;
- Combe de Lioux (16 ha).

## Toponymie
Attestée sous la forme Murs en 1082 et 1094.
Murs, Mus en provençal, tire son nom du terme Muros qui désignait à l'époque gallo-romaine une construction importante située sur un chemin fréquenté. Ces relais étaient également appelés des mutationes.[réf. nécessaire]

## Histoire

### Héraldique
|  | Les armes de Murs se blasonnent ainsi : D’azur au croissant d’or surmonté d’une étoile à six rais du même. Le blason de Murs fut dessiné à Apt en 1697 et se compose d’une étoile inégale (non obligatoire) à six branches et d’un croissant. Depuis la deuxième moitié du XXe siècle, l’écu est supporté par deux gerfauts en ornements extérieurs. Sa devise est : In Stella Mea (En mon étoile). |

### Origines
Il est avéré que les collines de Murs étaient habitées dès le Paléolithique moyen. Le site de plein air de Bérigoule a livré une industrie lithique très abondante, dominée par le débitage Levallois dans ses modalités centripète et unidirectionnelle. Les restes fauniques ne sont malheureusement pas préservés. L’outillage associé relève du Moustérien charentien de type Ferrassie. Les deux niveaux archéologiques identifiés ont bénéficié récemment d’une série de datations par thermoluminescence indiquant que le site a été occupé à la fin du stade isotopique 5, il y a environ 75 à 80 000 ans.
Des stations préhistoriques néolithiques ont également été découvertes aux lieux-dits la Buisse, Chatemuye, la Charlesse, les Baysses et les Plaines. Cette implantation importante semble liée au gisement de silex de Murs, l’un des plus importants du Vaucluse. Le nombre de pointes de flèche, grattoirs et autres haches de silex est tel que certains préhistoriens pensent que le site de Murs devait alimenter en silex toute la Provence occidentale.
Par ailleurs, plus de deux-cents maillets en pierre ont été découverts autour de Murs. Ces blocs de silex, dont la masse varie de quelques centaines de grammes à plusieurs centaines de kilos, étaient pourvus d’une ou deux rainures afin d’être fixés sur un manche en bois. Ces maillets, souvent en grès, servaient à briser le calcaire pour y trouver le silex.
Vers -750, en plein âge du fer, des tribus ligures commencent à bâtir des oppidums dans toute la Provence. C’est le cas à Gordes, Saint-Saturnin-lès-Apt, Lourmarin et Murs.
En effet, le site de Murs est un site stratégique, à mi-distance d’Apt et de Carpentras. Par ailleurs, sa situation dans les monts de Vaucluse l’abrite des incursions de barbares dans la plaine du Calavon et permet à ses occupants de jouir d’un point de vue qui va jusqu’au Luberon au sud.
L'oppidum ligure édifié sur la colline de Murs, à la cote 537, devait donc, pareillement à tous les autres oppidums de la région, être constitué de rangées de cabanes construites en moellons de calcaire liés par de l’argile.
Ce sont ensuite les Cavares qui s’emparent des oppidums ligures et bâtiront de nouvelles fortifications. Alliés aux Voconces et aux Allobroges, les Cavares tentèrent de résister aux légions romaines, en vain.
En -124, la Pax Romana s’établit dans toute la région.

### Antiquité
Avec la paix romaine, les oppida fortifiés deviennent obsolètes et des fermes isolées s'installent dans la plaine du Calavon pour cultiver les terres limoneuses et fertiles. Parallèlement, en Gaule narbonnaise, de grandes cités sont créées comme Apt (Civitas Julia Apta) ou Cavaillon (Colonia Augusta Cabellio).
Le réseau routier entre ces villes se développe, la plus ancienne route transalpine, la via Domitia est rénovée, le pont Julien est construit. Sur ces grands axes, des relais appelés mutatio sont construits tous les six à huit milles (9 à 12 km). Siège d'un relais fortifié et d’un gîte d’étape, le Castrum de Muris est le siège d’une grande activité commerciale comme l’attestent les nombreuses pièces de monnaie romaines découvertes à Rocque Jeanne ou aux Plaines.
Une urne funéraire romaine du Ier siècle en verre bleu, contenant les restes calcinés d'un enfant, une lampe à huile et une pièce de monnaie à l'effigie d'Auguste a également été découverte en 1953 lors des travaux de restauration de la Maison Crillon.

### Moyen Âge

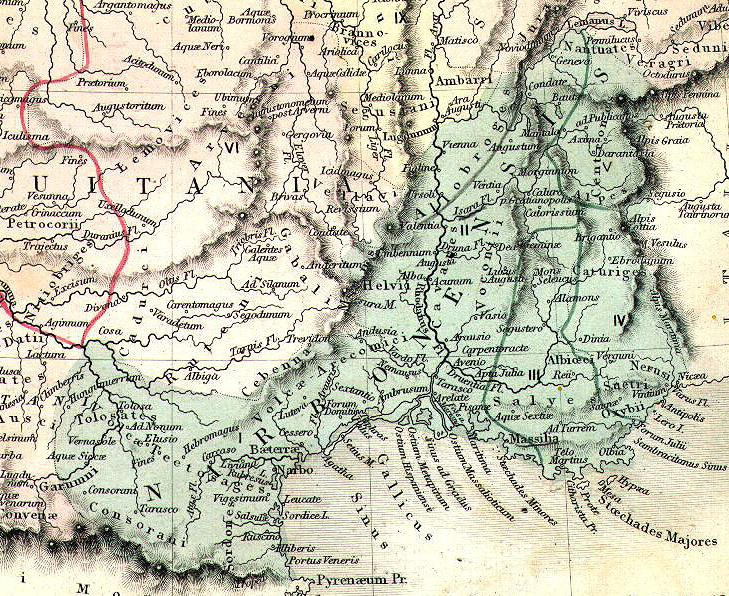
La Gaule narbonnaise d’après A.H. Dufour, 1846, la Gaule sous l'Empire romain.

Au Ve siècle, les barbares envahissent la Gaule narbonnaise. Les Burgondes, puis les Francs, s'installent au castrum de Muris qui s’entoure de nouvelles fortifications. Avec le baptême de Clovis en 492, le catholicisme devient religion officielle et un clergé hiérarchisé se met en place dans tout le royaume franc.
Alors que le christianisme est apparu dès le IIe siècle, il faudra attendre 439 pour voir apparaître le premier évêque de Carpentras et le VIe siècle pour que ce dernier choisisse Venasque comme résidence. À cette date, Murs passe sous la dépendance de ces évêques[citation nécessaire]. Ceux-ci, qui sont à l'époque moins pasteurs que soldats, continuent à fortifier le castrum de Muris craignant les fréquentes attaques des pillards.

#### Le siège des Sarrasins
Au VIIIe siècle, les Sarrasins venus d’Espagne envahissent le Sud de la France. Charles Martel stoppant leur avancée vers le nord à Poitiers en 732, ils se dirigent alors vers l’est. Les Sarrasins s’empareront d’Arles et d'Avignon en 735 et ne seront chassés de Provence qu'en 739.
À partir de cette date et jusqu’au milieu du IXe siècle, les Sarrasins multiplieront les incursions brèves en Provence en partant de points d'appui qu'ils ont conservés sur le littoral méditerranéen. Aux alentours de 850 et après avoir détruit un prieuré situé sur les pentes de Pascaron, la légende raconte que les Sarrasins ont vainement fait le siège du poste de vigie fortifié des évêques de Carpentras pendant sept ans.
La présence de tombes sarrasines sur l'esplanade du château semble attester que si le siège a bien eu lieu, l’issue ne fut pas celle que la légende lui accorde.
Ce sont cinq sépultures, orientées vers le levant, qui furent découvertes, prouvant que les Sarrasins ont, à un moment, occupé le poste fortifié de Murs. Ce sont d'ailleurs les seuls vestiges de cette présence qui n'a, dans tous les cas, pas perduré après 972 quand le comte de Provence Guillaume chassa les Sarrasins de ses terres.

#### LesAgoult

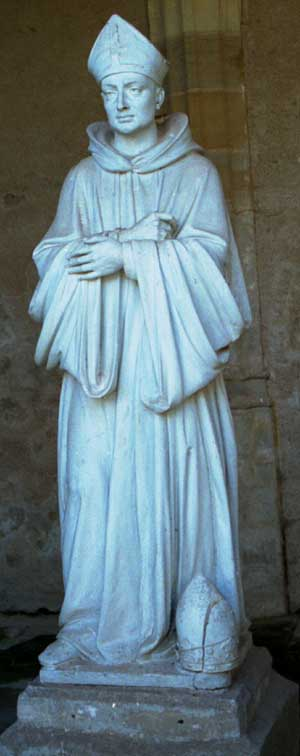
Saint Mayeul.

En 852, un certain Robert Ier d’Albion possède d’immenses domaines répartis à travers la Provence. Ce vaste territoire est connu sous le nom de Pagus Albionis. Autour du pays d’Apt (Comitatus Aptensis) dont sa famille est originaire, Robert Ier d’Albion dispose de plusieurs villae, hameaux d’origine gallo-romaine où vivent les paysans. Chaque villa est au centre d’un vaste domaine agricole et forestier.
Robert Ier léguera cet immense territoire à son fils Foucher Ier d’Albion puis à son petit-fils Foucher II d’Albion.
Foucher II aura au moins deux fils : Eyric d’Albion, l’aîné et Mayeul de Cluny son cadet. Lorsque Mayeul - qui deviendra saint Mayeul - entre à l’abbaye bénédictine de Cluny, il lui fait don de douze villae, c’est la dîme sur son héritage. Son frère Eyric s’acquittera lui aussi de cette dîme et cédera à l’abbaye plusieurs autres domaines dans le Pagus Albionis. Il s’installera lui aussi à Cluny.
En 959, Mayeul et son frère Eyric donnent à titre de précaire à Arnulphe, évêque d’Apt, 11 villae située « en pago Aptensis » sur les domaines desquelles figurent notamment Rustrel et Murs.
Ce n'est qu'en 992 que Humbert, fils d’Eyric, quittera Cluny avec ses frères et sœurs, retournera à Apt, berceau de sa famille, et récupérera les biens et domaines familiaux.
Ses terres seront ensuite successivement partagées entre ses descendants directs.
C'est ainsi que Guillaume Ier d’Agoult, devient aux alentours de l’an 1000 seigneur d’Apt et de Caseneuve. Commence alors pour le castrum de Muris plus de quatre siècles sous la domination de la famille d’Agoult.
Ce sont les Agoult qui décideront de la construction d'un donjon à Murs au cours du XIIe siècle. Il s'agit alors d'une sorte de caserne où vivent les soldats et le bayle qui représente le seigneur en son absence. Il subsiste de ce donjon une tour et une partie du rempart dans la partie ouest de l’actuel château. Dans le même temps, des habitations se construisent au sud du château sur les pentes de Franqueau.
C’est également au cours de cette période que la doctrine vaudoise imprègne les esprits en Provence.

#### LesVaudois
En 1175, un marchand Lyonnais, Pierre Valdo, prône un retour à l'Église primitive. Renonçant à toute richesse, il distribue ses biens aux pauvres. Ses disciples, les Vaudois, se répandent rapidement dans le Piémont, en Dauphiné et en Provence. Le valdéisme s’étend rapidement en Provence, ce qui vaudra à Avignon d’être assiégée et ruinée par Louis VIII en 1226. À Murs, la diffusion de la doctrine vaudoise coïncide avec l’édification de l’église du village dans les dépendances du château au XIIe siècle.
Murs fait ainsi partie de la quarantaine de localités, de part et d'autre du Luberon dans lesquelles s'installent au moins 1400 familles de Vaudois des Alpes, soit environ 6 000 personnes, venues des diocèses alpins de Turin et d'Embrun entre 1460 et 1560, selon l'historien Gabriel Audisio. À Murs, ils exploitent les moulins. Les deux tiers de ces futurs Vaudois du Luberon sont arrivés entre 1490 et 1520 et la plupart subissent le massacre de Mérindol, qui détruit 24 villages et cause 3000 morts.

#### Les Astouaud

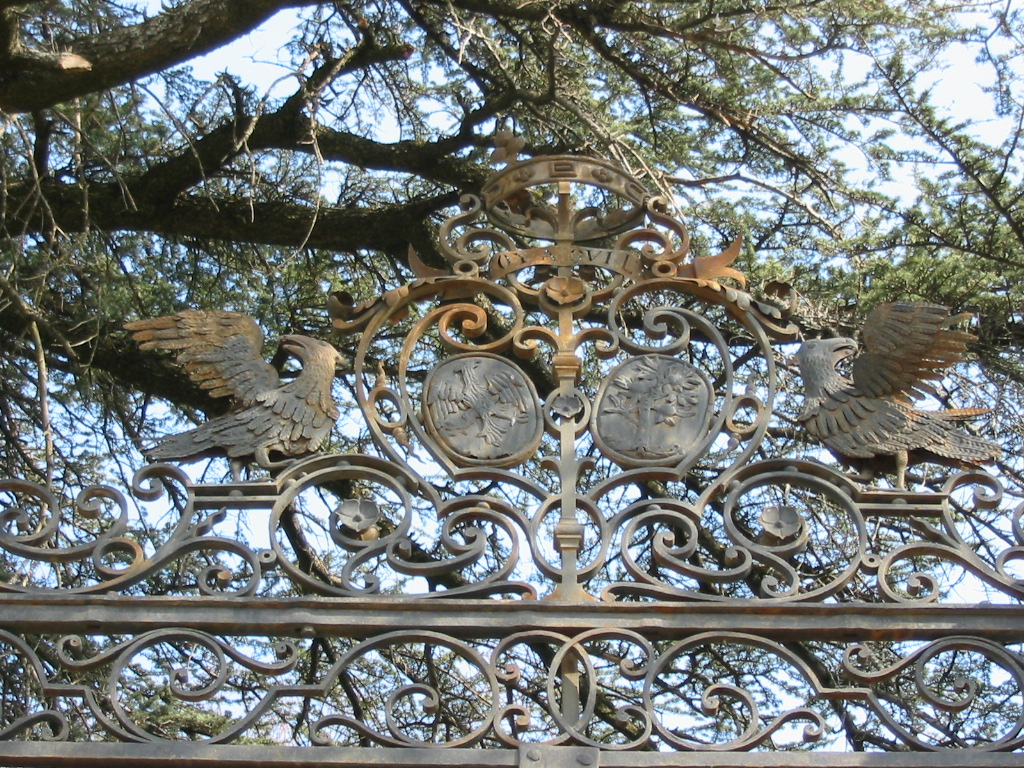
La grille du château de Murs porte les armes des Astouaud ainsi que leur devise : Foy Aquil'a.

Le 24 septembre 1462, les terres de Murs sont cédées par la maison d’Agoult à la maison des Astouaud.
Le nouveau seigneur, Pons d’Astouaud était un fidèle ami de Foulques d’Agoult des mains de qui il reçut la terre et la seigneurie de Murs. Tous deux combattirent d’ailleurs côte à côte lorsque éclata en avril 1481 la guerre civile de Provence. Ils menèrent de nombreuses batailles contre les franco-provençaux qui souhaitaient rattacher la Provence à la France. Le 15 août 1481, leurs troupes furent néanmoins défaites et la Provence fut rattachée à la France le 15 janvier 1482.
Devenu français, le village de Murs entre alors dans une période de paix.
Le 5 mars 1543, la belle sœur du seigneur de Murs, François d’Astouaud, accouche au village alors qu’elle rendait visite à sa sœur. Son fils, Louis des Balbes de Berton deviendra plus tard le Brave Crillon et sera désigné par Henri IV comme « le premier capitaine du monde ».
Deux ans plus tard, Murs rentrera à nouveau dans l’Histoire, d’une façon plus tragique cette fois.

#### Le massacre de Bérigoule

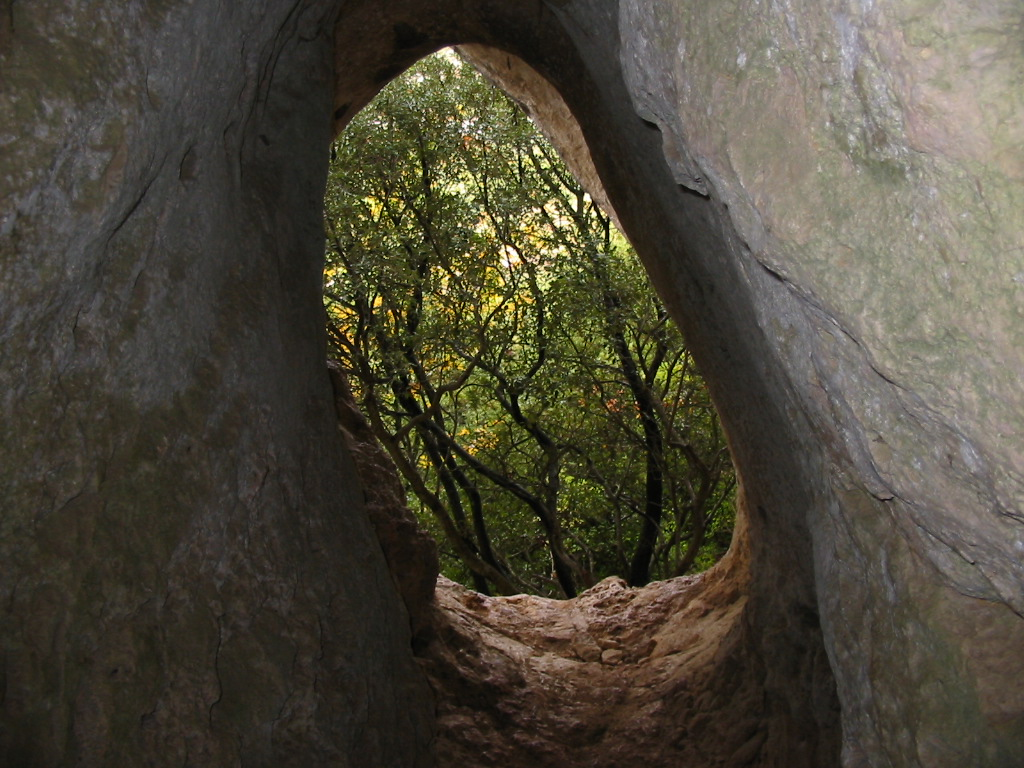
Les grottes de Bérigoule forment un vaste et profond réseau de galeries dans un affleurement calcaire au nord du village.

Depuis 1540 en effet, les seigneurs et évêques de Provence ont entamé une guerre contre les vaudois du Luberon, considérés comme hérétiques. En avril 1545, vingt-deux villages dont Mérindol et Cabrières-d'Avignon seront incendiés. Fuyant les massacres de Cabrières et de Lacoste, vingt-cinq femmes et enfants vaudois fuient vers Murs où la population est depuis longtemps acquise aux vaudois, le curé lui-même s’est déclaré vaudois et la ferme de la Bérarde abrite depuis le XVe siècle la famille Serre, grande famille vaudoise. Ils trouvent refuge dans les grottes de Bérigoule, au nord du village.
Dans la semaine du 20 au 27 avril, le capitaine Mormoiron, représentant du vice-légat du pape à Avignon, apprend la présence de vaudois dans les grottes de Murs. Devant l’entrée des grottes, il ordonne des décharges de mousquets, mais personne ne sort. Il allume alors un feu pour enfumer les pillards qui mourront tous étouffés.
Leur mission accomplie, les soldats de Mormoiron quitteront le village non sans avoir décimé les troupeaux paissant autour du village.
En représailles, les habitants de Murs, multiplieront les attaques contre les catholiques à Malaucène, Carpentras, Joucas⁣, et ce, jusqu'à la fin des guerres de Religion en 1595.

#### Le barrage et les moulins de la Combe de Véroncle[35]

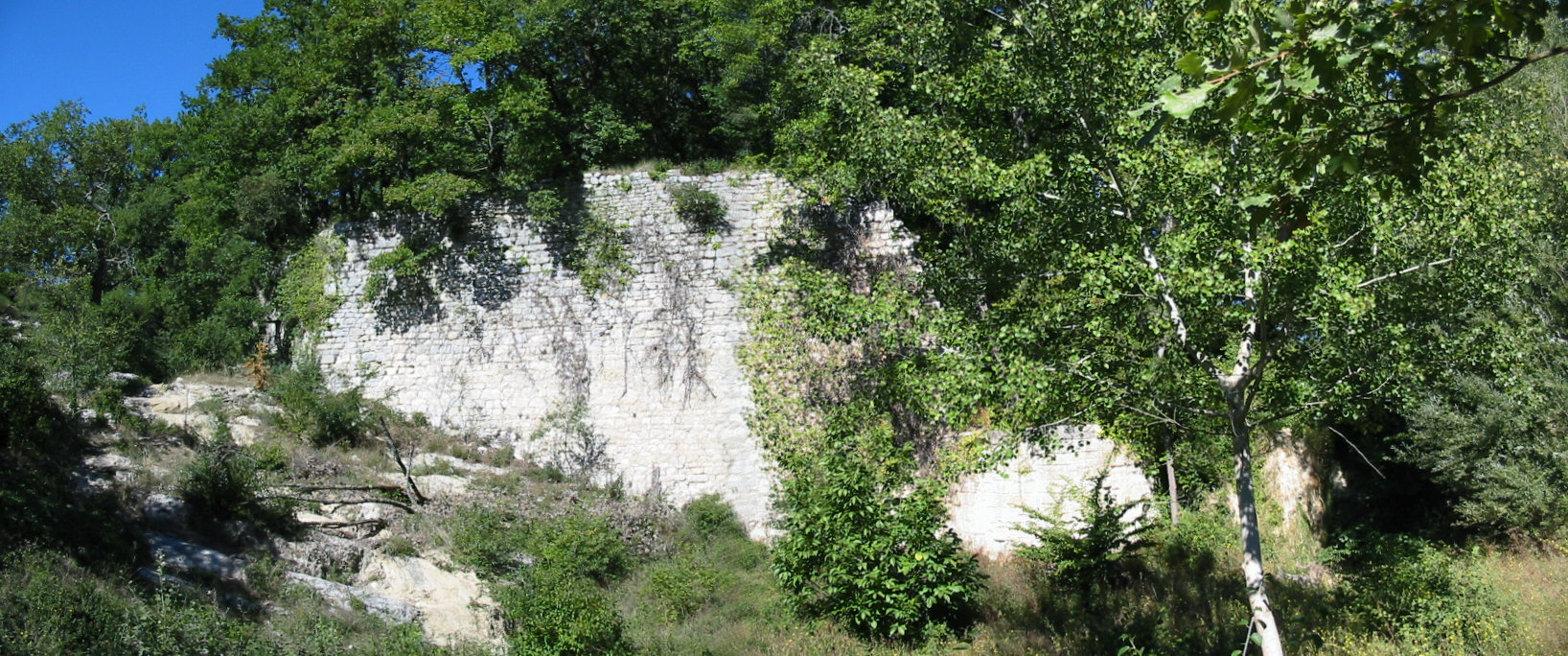
Le barrage des Étangs au sortir de la combe de Véroncle.

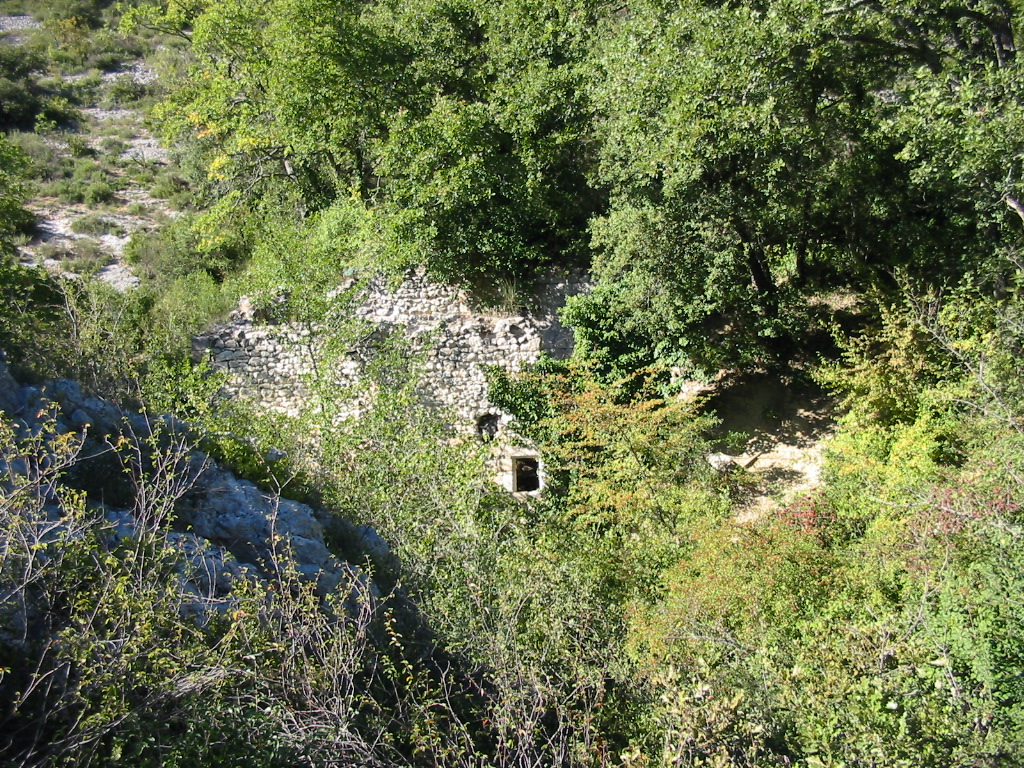
Les moulins de la combe de Véroncle sont perdus dans la végétation. Dans le moulin de la Charlesse, une meule est toujours visible.

Ces violences n’empêchèrent pas, dans le même temps, le développement du village, notamment avec la construction d’un vaste complexe hydraulique dans la combe de Véroncle, au sud-ouest du village.
Le chemin reliant Murs à Gordes par les gorges de la Véroncle était depuis longtemps fréquenté par les faux-sauniers et les fabricants clandestins de poudre noire, mais la première mention connue des Moulins supérieurs, situés sur la commune de Murs est de 1508.
Entre 1546 et 1584, Aymar d’Astouaud fit édifier, ou reconstruire, au débouché de la combe de Véroncle, un barrage de 132 m destiné à fermer le lit du ruisseau. Cet ouvrage, désigné sous le nom de Barrage des Étangs, et dont d’importants vestiges subsistent aujourd’hui, formait un petit étang de pêche en contrebas du village et permettait d’alimenter en eau les dix moulins en aval, le long du ruisseau.
Ces moulins, dont quatre sont situés sur le terroir de Murs ont été bâtis dans la seconde moitié du XVIe siècle et fonctionnèrent jusqu’à la fin du XIXe siècle.
On trouve d'amont en aval :
- le moulin des Étangs (Murs) ;
- le moulin du Dévissé (Murs) ;
- le moulin de la Charlesse (Murs) ;
- le moulin du Puits de Cata (Murs) ;
- le moulin Jean de Marre I (Gordes) ;
- le moulin Jean de Marre II (Gordes) ;
- le moulin Cabrier (Gordes) ;
- le moulin des Grailles I (Gordes) ;
- le moulin des Grailles II (Gordes) ;
- le moulin des Cortasses (Gordes).

Les deux moulins les plus en amont, les moulins des Étangs et du Dévissé ont respectivement été construits en 1581 et en 1573. Il s’agit de moulins à céréales bâtis sur le même plan. Un canon (ou gourgareu) dont le vestige le mieux conservé se trouve dans le moulin du Puits de Cata, permettait d’acheminer l’eau du ruisseau jusqu’à un rodet qui, en tournant, mettait en mouvement la meule courante, produisant ainsi de la farine qui était acheminée grâce au chemin muletier serpentant au fond de la combe.
Les meules sont encore visibles dans de nombreux moulins, notamment dans le moulin du Dévissé.
Contrairement aux moulins de Gordes qui appartenaient à des particuliers, les quatre moulins de Murs étaient la propriété du seigneur.

### Renaissance
Le XVIIe siècle est une période de prospérité, tant pour la famille d’Astouaud que pour le village de Murs. La plupart des maisons actuelles se construisent et portent sur leur linteau la date de leur achèvement : 1600, 1623, 1665, 1680. La chapelle Notre-Dame-du-Salut est bâtie en 1625 en contrebas du village en remplacement d’une ancienne chapelle dédiée à saint Daniel.
Un moulin à vent est construit à l’est du village. Il prend le nom que les Provençaux donne au vent d’est : l’auro.
Le château subit quelques aménagements et s’agrandit jusqu’à devenir l’édifice que l’on connaît aujourd’hui.
Les Mursois disposent de deux fours à pain au centre du village et dans le hameau des Beylons, ainsi que d’un lavoir à l’entrée ouest du village. Ces trois constructions appartiennent au seigneur et leur utilisation est conditionnée par le payement d’une taxe. Seul le lavoir de Franqueau (eau franche), situé en contrebas du village, est libre de taxe.
Cette période faste pour le village se poursuit jusqu’à la grande épidémie de peste de 1720.

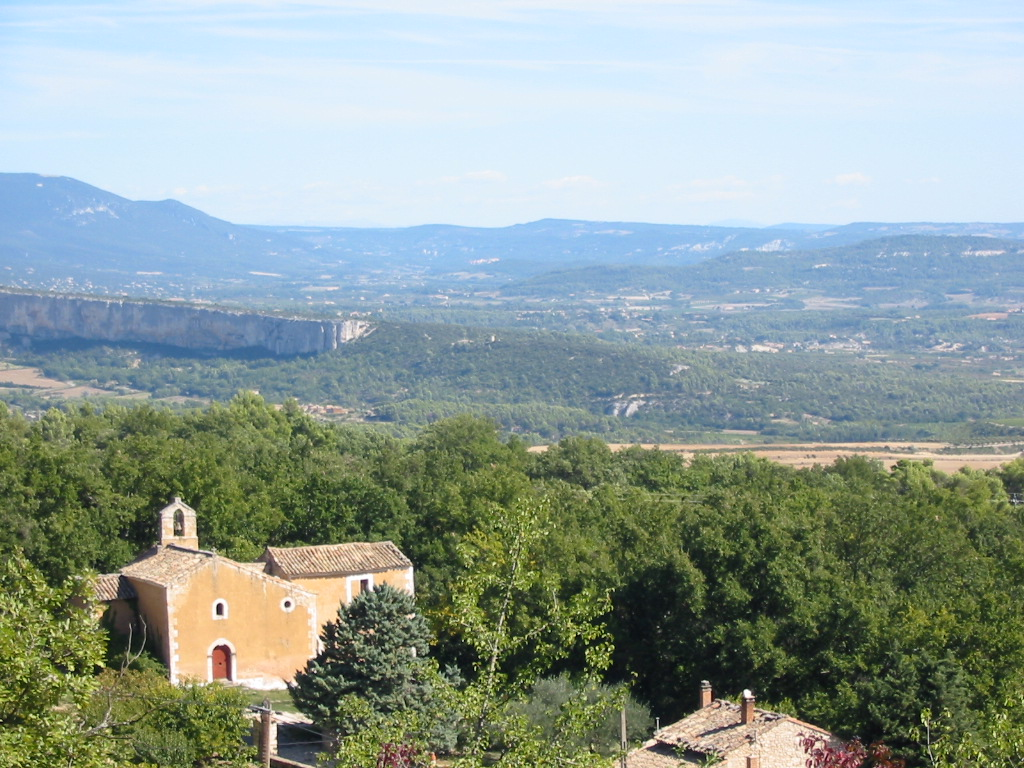
La chapelle Notre-Dame-du-Salut.
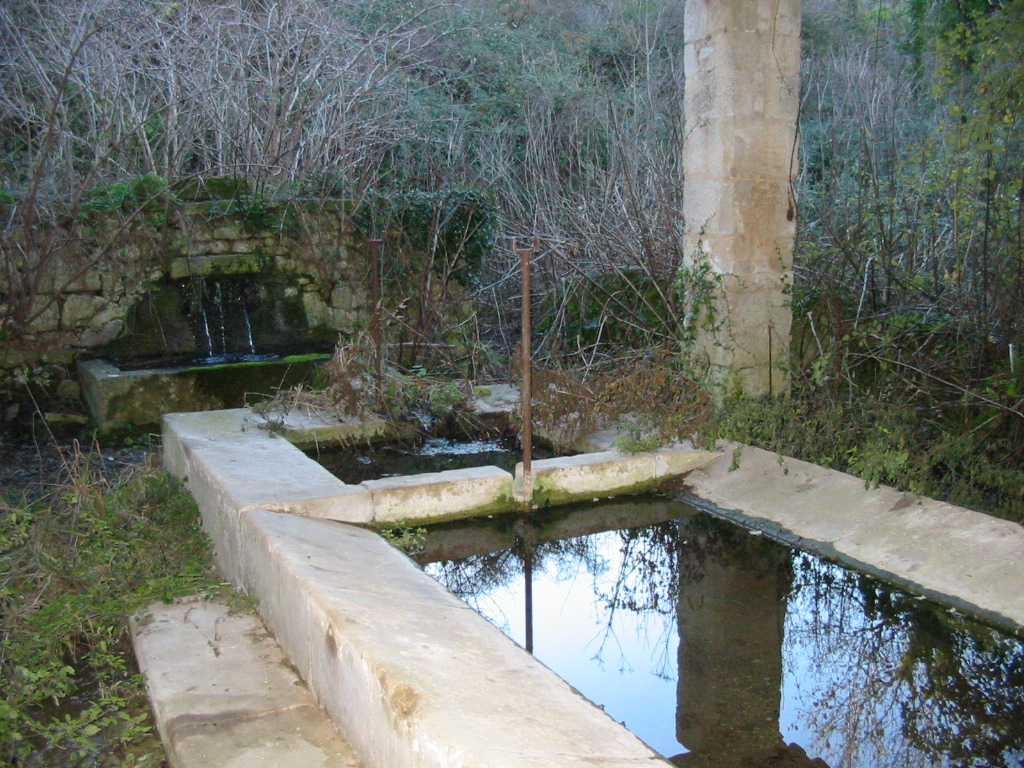
Le lavoir de Franqueau en contrebas du village.
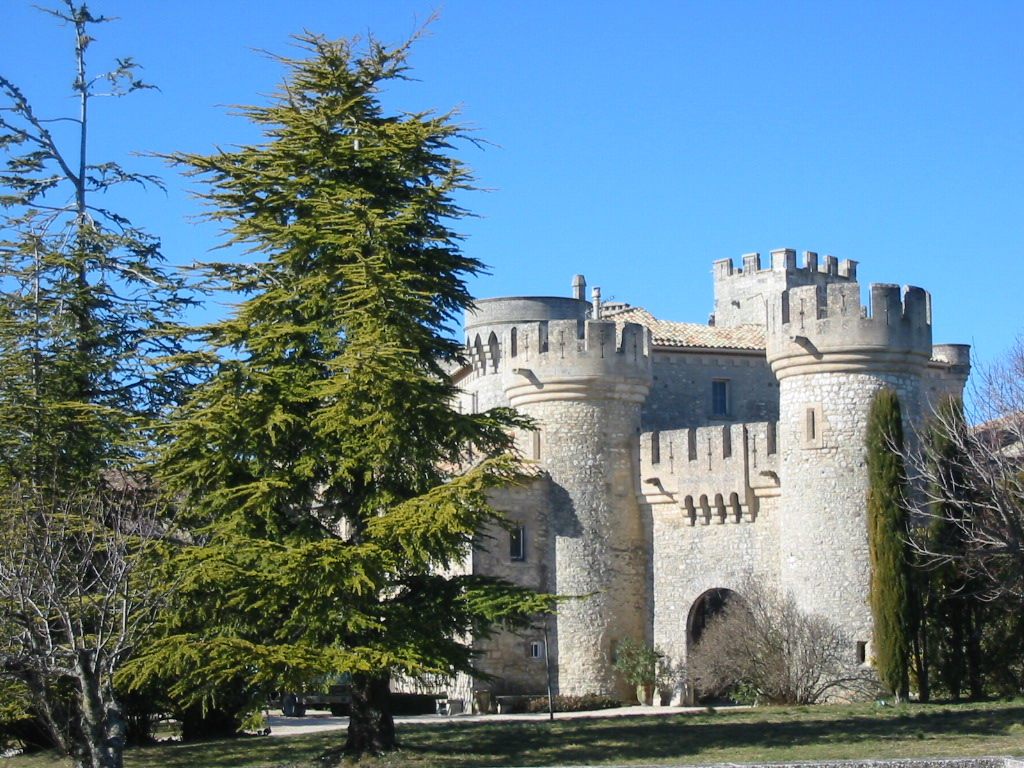
Le château de Murs.
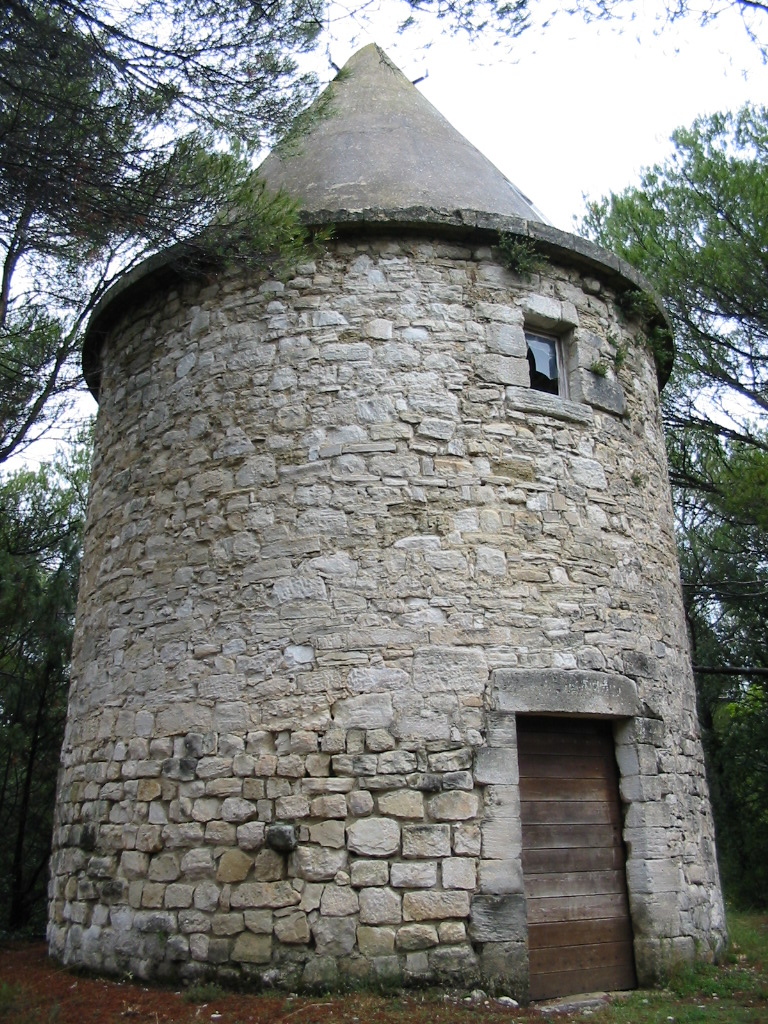
Le moulin de l'Auro.

#### L’épidémie de peste de 1720

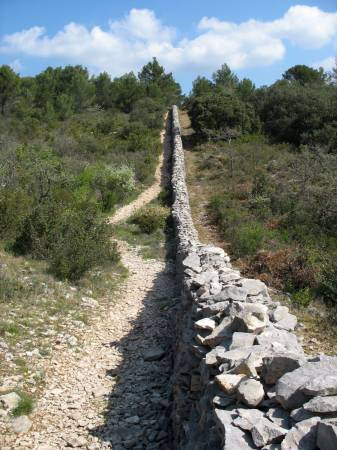
Les vestiges (restaurés) du mur de la peste.

Fin mai 1720, le navire Grand-Saint-Antoine venu de Syrie s’amarre dans le port de Marseille. Une partie de l’équipage est atteinte de la peste. En août, la maladie a déjà fait plus de quarante mille victimes autour de Marseille. Le 25 septembre l’épidémie atteint Apt. Le commerce entre la Provence et le Comtat Venaissin est alors interdit. En février 1721, le lieutenant général des armées royales en Dauphiné et les notables du Comtat Venaissin décident de construire un mur de protection entre le col de Lagas et la Durance. Ce mur de pierre sèche haut de six pieds était gardé jour et nuit par des soldats du Comtat Venaissin qui avaient ordre d’abattre toute personne tentant de franchir le mur.
Murs était alors le dernier village de Provence avant le mur. Ses habitants étaient coincés par le mur au nord et l’épidémie de peste qui arrivait par le sud. Ne pouvant fuir, les hommes de Murs décident de combattre le fléau. Des hommes en armes sont envoyés à Apt le 8 octobre 1720. Mais cette défense est vaine[pas clair] et, le 17 novembre, le village de Roussillon est touché à son tour. Observant que des habitants fuient pour se réfugier à Murs, les portes du village sont fermées et gardées jour et nuit. En juin 1721, la peste se rapproche encore, atteignant Joucas.
En septembre, la situation évolue rapidement. La maladie atteint Avignon et de là se propage dans tout le Comtat Venaissin. Le mur se retourne alors contre ceux qui l’avaient construit et ce sont désormais les Provençaux, guéris ou survivants, qui s’en servent pour se protéger.
La ligne sanitaire ne sera levée que le 1er décembre 1722. Alors que plus de quatre-vingt mille victimes sont à déplorer dans toute la Provence, le village de Murs, protégé par le mur et ses remparts, n’a semble-t-il pas subi de hausse significative du nombre de décès.
Après l'épidémie et jusqu’à la Révolution, les seigneurs de Murs s’installent à Carpentras et délaissent le village, n'y passant qu'occasionnellement. Ces liens distendus expliquent que les habitants de Murs n’aient pas secouru Jean-Baptiste Pierre Antoine d’Astouaud lorsque ce dernier fut capturé puis emprisonné par les révolutionnaires à Carpentras. Le dernier seigneur de Murs mourra en prison le 18 septembre 1794. Avec lui s’éteint la dynastie qui aura régné sur le village pendant plus de trois siècles.

### Époque moderne
Après la fin de la famille d'Astouaud, les biens seigneuriaux sont répartis sans heurts entre les deux principales familles de Murs : les Vien et les Vayson.
Dès lors, ces deux familles se disputeront l’administration du village.
Les Vien, dont la présence dans le village est attestée depuis le XVe siècle prend la tête du parti royaliste, puis impérialiste. Les Vayson, Mursois depuis le XVIIe siècle forment le parti républicain.
Les Vien administreront le village jusqu'à la chute du Second Empire. Ce sont ensuite les Vayson qui leur ravissent l'administration du village. Après la guerre de 1870, Bruno Vayson réaménagera les voiries communales et modernisera le village, le dotant notamment de l'éclairage public.
À cette époque, les presque 700 habitants du village vivent de l'élevage, de l'agriculture ou de la production de charbon.
L’exploitation du charbon de bois est en effet, très répandue dans les forêts autour du village. Les restes de certaines cabanes de charbonniers sont encore visibles, notamment dans le bois d’Audibert. Comme les bories, ces cabanes étaient construites en pierres sèches.
La commune sort ébranlée de la Première Guerre mondiale. Sur les 350 habitants que compte le village, 22 ont péri au front. Les habitants prient alors André Vayson de devenir maire. Celui-ci répondra : « J’accepte, à condition que les anciennes querelles soient oubliées et que nous marchions de nouveau main dans la main ».
Le village traversera la Seconde Guerre mondiale sans dégâts, servant parfois de refuge aux résistants. À l’été 1944 notamment, alors qu’un détachement allemand traverse le village, des coups de feu sont tirés du château. Il n’y aura cependant ni arrestations ni représailles contre la population.

### Époque contemporaine
Dans les années 1950, le village est en ruine. La population n’a cessé de décroître depuis le XIXe siècle. L’exode rural frappe le village et à l’heure où les jeunes quittent le village pour la ville, Murs semble condamnée à devenir un village fantôme.
C’est sans compter Léon Floret et Fernand Fabre (et son adjoint Julien Bergodaa) qui, se succédant à la mairie de Murs, mettront leur dynamisme au service de la commune. Le village sera restauré, les murs écroulés seront relevés.
Les cultures se diversifient (cerisiers, lavande, chênes truffiers, abricotiers, etc.), des infrastructures touristiques sont construites (camping, hôtel restaurant, VVF, gîtes) et les résidences secondaires des citadins se multiplient dans les collines.
Le village tente néanmoins de résister aux sirènes du tourisme qui ont pu dévorer l’âme d’autres villages. Blotti à l’ombre de ses collines, en dehors des routes touristiques, le village regarde passer les modes et les époques sans prétention : Murs, village pentu, tire sa fierté de ses cultures, de ses vignes, de sa production de cerises et demeure une authentique commune rurale.
« Nous étions là au temps de la peste. Ma famille a subi tour à tour l’affront des ligueurs et des protestants ; nous avions accueilli les cathares persécutés et lutté pour l’indépendance provençale ; nous avons vu les Sarrasins raser Les Moûtiers dans la plaine… Tout cela s’est passé comme les promeneurs du dimanche, et nous demeurons ».

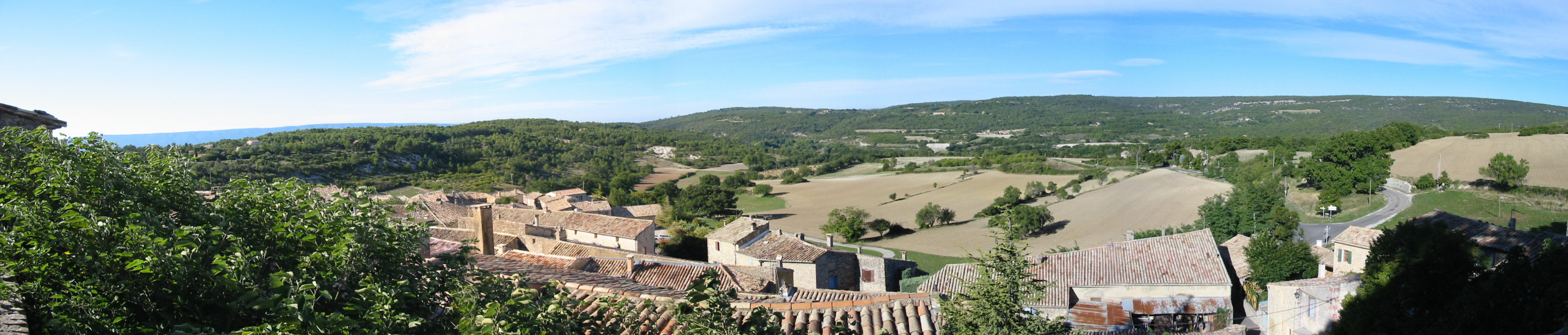

## Population et société

### Démographie

#### Évolution démographique
L'évolution du nombre d'habitants est connue à travers les recensements de la population effectués dans la commune depuis 1793. Pour les communes de moins de 10 000 habitants, une enquête de recensement portant sur toute la population est réalisée tous les cinq ans, les populations de référence des années intermédiaires étant quant à elles estimées par interpolation ou extrapolation. Pour la commune, le premier recensement exhaustif entrant dans le cadre du nouveau dispositif a été réalisé en 2007.

En 2022, la commune comptait 390 habitants, en évolution de −6,92 % par rapport à 2016 (Vaucluse : +1,73 %, France hors Mayotte : +2,11 %).
| 1793 | 1800 | 1806 | 1821 | 1831 | 1836 | 1841 | 1846 | 1851 |
| ---- | ---- | ---- | ---- | ---- | ---- | ---- | ---- | ---- |
| 411  | 448  | 535  | 545  | 639  | 641  | 663  | 675  | 654  |

| 1856 | 1861 | 1866 | 1872 | 1876 | 1881 | 1886 | 1891 | 1896 |
| ---- | ---- | ---- | ---- | ---- | ---- | ---- | ---- | ---- |
| 686  | 630  | 651  | 635  | 616  | 568  | 528  | 484  | 471  |

| 1901 | 1906 | 1911 | 1921 | 1926 | 1931 | 1936 | 1946 | 1954 |
| ---- | ---- | ---- | ---- | ---- | ---- | ---- | ---- | ---- |
| 421  | 407  | 387  | 303  | 266  | 225  | 250  | 217  | 211  |

| 1962 | 1968 | 1975 | 1982 | 1990 | 1999 | 2006 | 2007 | 2012 |
| ---- | ---- | ---- | ---- | ---- | ---- | ---- | ---- | ---- |
| 263  | 277  | 306  | 334  | 391  | 415  | 424  | 425  | 410  |

| 2017 | 2022 | - | - | - | - | - | - | - |
| ---- | ---- | - | - | - | - | - | - | - |
| 419  | 390  | - | - | - | - | - | - | - |

La population du village de Murs croît jusqu’au milieu du XIXe siècle pour atteindre 686 habitants en 1856. Dès lors, la guerre de 1870 et surtout l’exode rural provoquent le départ des habitants du village. À cette époque, la société française, jusqu'alors principalement rurale, se tourne vers l’industrialisation. Les campagnes se dépeuplent alors au profit des villes. Le village de Murs n’échappe pas à la règle et nombreux sont ses habitants qui quittent le village pour Avignon, Marseille ou Lyon.
Après la Seconde Guerre mondiale, le village, pratiquement en ruines, ne compte plus que 200 âmes.
Les maires successifs s’attacheront alors à redonner de la vitalité au village en restaurant les habitations et en développant des infrastructures touristiques.
Des lotissements comme ceux des Plaines ou, plus récemment de Rémourase, sortent de terre. Ils ont pour double objectif d’inciter les jeunes à rester au village et d’offrir aux citadins des résidences secondaires. De fait la situation du village, isolé dans les monts de Vaucluse, mais proche des grandes villes de la vallée du Rhône, en fait un refuge idéal pour les citadins.
Aujourd’hui, la population du village de Murs est d’environ 450 habitants, soit autant qu’au début du XXe siècle.

### Enseignement
Établissements d'enseignements :
- Écoles maternelles à Joucas, Saint-Saturnin-lès-Apt,
- École primaire à Murs[52],
- Collège à L'Isle-sur-la-Sorgue, Cabrières-d'Avignon, Apt,
- Lycées à Apt, L'Isle-sur-la-Sorgue.

### Santé
Professionnels et établissements de santé :
- Médecins à Roussillon, Gordes, Cabrières-d'Avignon,
- Pharmacies à Roussillon, Gordes, Cabrières-d'Avignon,
- Hôpitaux à Lioux, Gordes, Saint-Didier.

### Cultes
- Culte catholique, Paroisse de Gordes, Diocèse d'Avignon[54],[55].

## Politique et administration

### Tendances politiques
Au référendum européen sur le traité de Maastricht (scrutin du 20 septembre 1992), sur 315 inscrits, 239 ont voté, ce qui représente une participation de 75,87 % du total, soit une abstention de 24,13 %. Il y a eu une victoire du non avec 123 voix (53,25 %) contre 108 voix (46,75 %) prononcées oui et 8 (3,35 %) de votes blancs ou nuls.
Au référendum sur la constitution européenne (scrutin du 29 mai 2005), sur 315 inscrits, 278 ont voté, ce qui représente une participation de 79,20 % du total, soit une abstention de 20,80 %. Il y a eu une victoire du contre avec 162 voix (60,22 %), 107 voix (39,78 %) s’étant prononcées pour et 9 (3,25 %) étant des votes blancs ou nuls.
À l'élection présidentielle de 2007, le premier tour a vu se démarquer en tête Nicolas Sarkozy (UMP) avec 33,03 %, suivi par Ségolène Royal (PS) avec 21,71 % et François Bayrou (UDF) avec 20,80 %, Jean-Marie Le Pen (FN) avec 11,01 %, puis aucun autre candidat ne dépassant les 10 voix (3,06 %). Le second tour a vu arriver largement en tête Nicolas Sarkozy avec 61,44 % (résultat national : 53,06 %) contre 38,56 % pour Ségolène Royal (résultat national : 46,94 %).
Aux élections législatives de juin 2007, les électeurs de la commune, qui fait partie de la deuxième circonscription de Vaucluse, ont contribué à faire élire Jean-Claude Bouchet (UMP) avec 61,35 % des voix contre 55,6 % à l’échelle de la circonscription.

### Liste des maires
Liste de l'ensemble des maires qui se sont succédé à la mairie de Murs :
| Période                                  | Période  | Identité                 | Étiquette | Qualité                          |
| ---------------------------------------- | -------- | ------------------------ | --------- | -------------------------------- |
|                                          | 1896     | Bruno Vayson             |           | Notable                          |
| 1896                                     | 1911     | Paul Vayson              |           | Artiste peintre                  |
| 1912                                     | 1920     | Ernest Gardiol           |           | -                                |
| 1920                                     | 1939     | André Vayson de Pradenne |           | Préhistorien, conseiller général |
| 1939                                     | 1945     | Justin Vernet            |           | Directeur de lycée technique     |
| 1945                                     | 1953     | Léon Floret              |           | Agriculteur                      |
| 1953                                     | 1969     | Fernand Fabre            |           | Ingénieur                        |
| 1969                                     | 1983     | Alain Barrau             |           | Ingénierie                       |
| 1983                                     | 1995     | Jean-Louis Jouhet        |           | Employé                          |
| 1995                                     | 2008     | Anne-Marie Le Mat        |           | Médecin                          |
| 2008                                     | En cours | Xavier Arena             |           | Cadre commercial                 |
| Les données manquantes sont à compléter. |          |                          |           |                                  |

### Instances judiciaires et administratives
Murs est l'une des huit communes du canton de Gordes qui totalisait 5 889 habitants en 1999. Le canton fait partie de la cinquième circonscription de Vaucluse depuis 2010 (avant l'ordonnance no 2009-935 du 29 juillet 2009 elle appartenait à la deuxième circonscription de Vaucluse).
Murs fait partie de la juridiction d’instance d’Apt et de grande instance ainsi que de commerce d’Avignon.

### Intercommunalité
Murs fait partie de la communauté de communes de Pied Rousset en Luberon qui regroupe 8 communes situées entre le Petit Luberon et les monts de Vaucluse. Créée le 21 octobre 1992, elle comprenait 6 211 habitants en 1999 pour une superficie de 216,68 km2, soit une densité de 28,66 habitants au km2.

## Urbanisme

### Typologie
Au 1er janvier 2024, Murs est catégorisée commune rurale à habitat très dispersé, selon la nouvelle grille communale de densité à sept niveaux définie par l'Insee en 2022.
Elle est située hors unité urbaine. Par ailleurs la commune fait partie de l'aire d'attraction d'Apt, dont elle est une commune de la couronne,. Cette aire, qui regroupe 18 communes, est catégorisée dans les aires de moins de 50 000 habitants,.

### Occupation des sols
L'occupation des sols de la commune, telle qu'elle ressort de la base de données européenne d’occupation biophysique des sols Corine Land Cover (CLC), est marquée par l'importance des forêts et milieux semi-naturels (70,5 % en 2018), en diminution par rapport à 1990 (74,2 %). La répartition détaillée en 2018 est la suivante : 
forêts (69,2 %), zones agricoles hétérogènes (23,9 %), terres arables (4,2 %), cultures permanentes (1,4 %), milieux à végétation arbustive et/ou herbacée (1,3 %). L'évolution de l’occupation des sols de la commune et de ses infrastructures peut être observée sur les différentes représentations cartographiques du territoire : la carte de Cassini (XVIIIe siècle), la carte d'état-major (1820-1866) et les cartes ou photos aériennes de l'IGN pour la période actuelle (1950 à aujourd'hui).

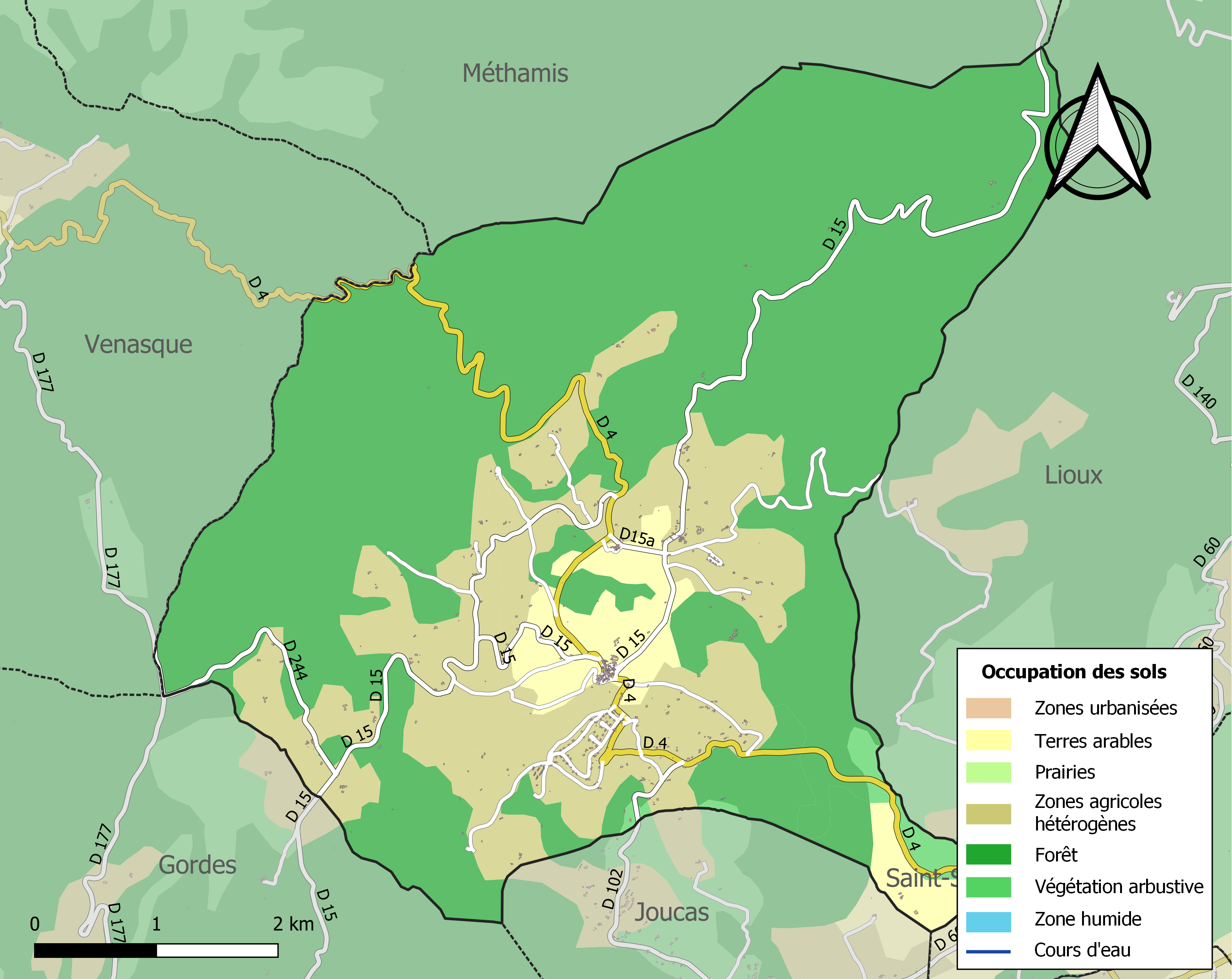
Carte des infrastructures et de l'occupation des sols de la commune en 2018 (CLC).

### Budget et fiscalité
Le budget 2007 : Frais de fonctionnement 787 436,82 euros et Investissements 1 152 159,2 euros.
La taxe de séjour est comprise entre 0,20 et 1,50 euro.
| Taxe                                                | Part communale | Part intercommunale | Part départementale | Part régionale |
| --------------------------------------------------- | -------------- | ------------------- | ------------------- | -------------- |
| Taxe d'habitation (TH)                              | 9,50 %         | 0,00 %              | 7,55 %              | 0,00 %         |
| Taxe foncière sur les propriétés bâties (TFPB)      | 9,47 %         | 0,00 %              | 10,20 %             | 2,36 %         |
| Taxe foncière sur les propriétés non bâties (TFPNB) | 50,07 %        | 0,65 %              | 28,96 %             | 8,85 %         |
| Taxe professionnelle (TP)                           | 00,00 %        | 18,00 %             | 13,00 %             | 3,84 %         |

La part régionale de la taxe d'habitation n'est pas applicable.

### Occupation des sols
L'occupation des sols de la commune, telle qu'elle ressort de la base de données européenne d’occupation biophysique des sols Corine Land Cover (CLC), est marquée par l'importance des forêts et milieux semi-naturels (70,5 % en 2018), en diminution par rapport à 1990 (74,2 %). La répartition détaillée en 2018 est la suivante : 
forêts (69,2 %), zones agricoles hétérogènes (23,9 %), terres arables (4,2 %), cultures permanentes (1,4 %), milieux à végétation arbustive et/ou herbacée (1,3 %).
L'IGN met par ailleurs à disposition un outil en ligne permettant de comparer l’évolution dans le temps de l’occupation des sols de la commune (ou de territoires à des échelles différentes). Plusieurs époques sont accessibles sous forme de cartes ou photos aériennes : la carte de Cassini (XVIIIe siècle), la carte d'état-major (1820-1866) et la période actuelle (1950 à aujourd'hui).

### Budget et fiscalité 2017
En 2017, le budget de la commune était constitué ainsi :
- total des produits de fonctionnement : 417 000 €, soit 977 € par habitant ;
- total des charges de fonctionnement : 1 405 000 €, soit 947 € par habitant ;
- total des ressources d'investissement : 37 000 €, soit 87 € par habitant ;
- total des emplois d'investissement : 119 000 €, soit 278 € par habitant ;
- endettement : 110 000 €, soit 259 € par habitant.

Avec les taux de fiscalité suivants :
- taxe d'habitation : 9,50 % ;
- taxe foncière sur les propriétés bâties : 9,97 % ;
- taxe foncière sur les propriétés non bâties : 50,07 % ;
- taxe additionnelle à la taxe foncière sur les propriétés non bâties : 0,00 % ;
- cotisation foncière des entreprises : 0,00 %.

Chiffres clés Revenus et pauvreté des ménages en 2015 : médiane en 2015 du revenu disponible, par unité de consommation : 18 516 €.

### Jumelages
Il n'existe pas de jumelage de communes.

## Économie
L'économie du village repose sur trois secteurs : agriculture, tourisme et artisanat.

### Agriculture
L'agriculture exploite 23 % des terres communales : les champs qui entourent le village sont voués à la culture des céréales et du colza.
Les vergers sont surtout constitués de cerisiers (cœurs de pigeon, burlats et griottes), culture encouragée par le développement de l’industrie du fruit confit à Apt. On trouve aussi des abricotiers, des amandiers, quelques pommiers et au sud de la commune, là où l’altitude permet leur culture, des oliviers.
Des vignobles sont aussi implantés au sud du village et bénéficient de l’AOC côtes-du-ventoux. Les vins qui ne sont pas en appellation d'origine contrôlée peuvent revendiquer, après agrément le label vin de pays d'Aigues.
La culture du lavandin, autrefois très présente, tend à diminuer.
L'élevage est en déclin : quelques troupeaux d'ovins paissent encore sur la commune.
L'apiculture a été une activité traditionnelle sur la commune comme l’attestent des documents datant du Moyen Âge.

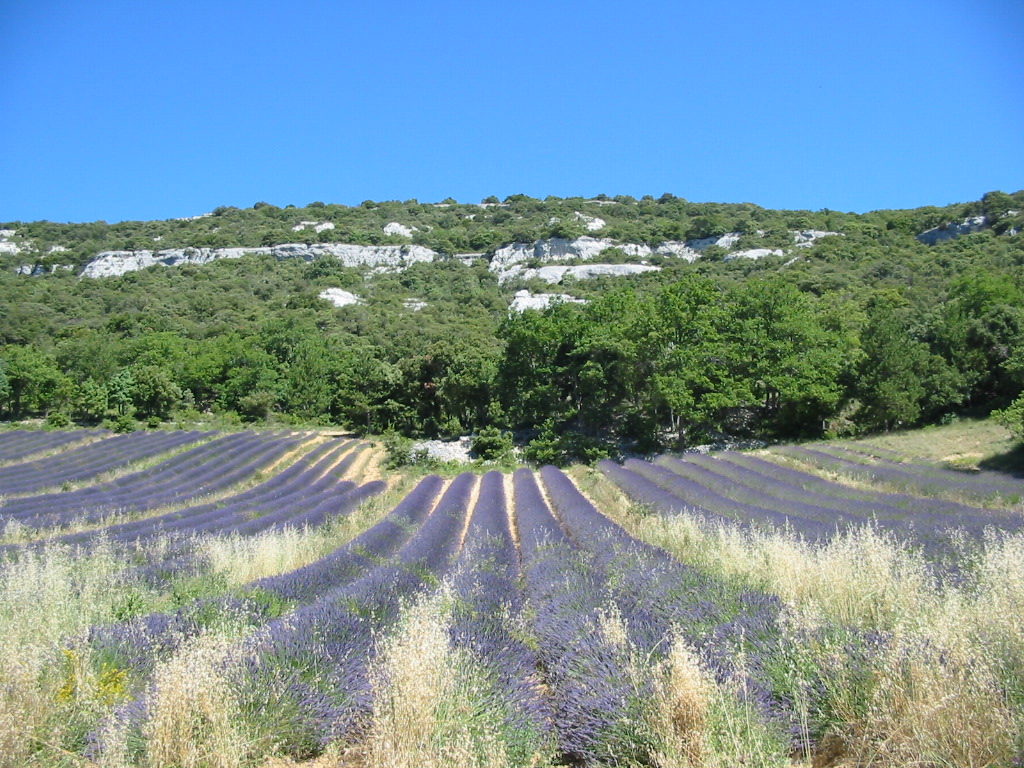
Champ de lavandin, vallon de Bérigoule.
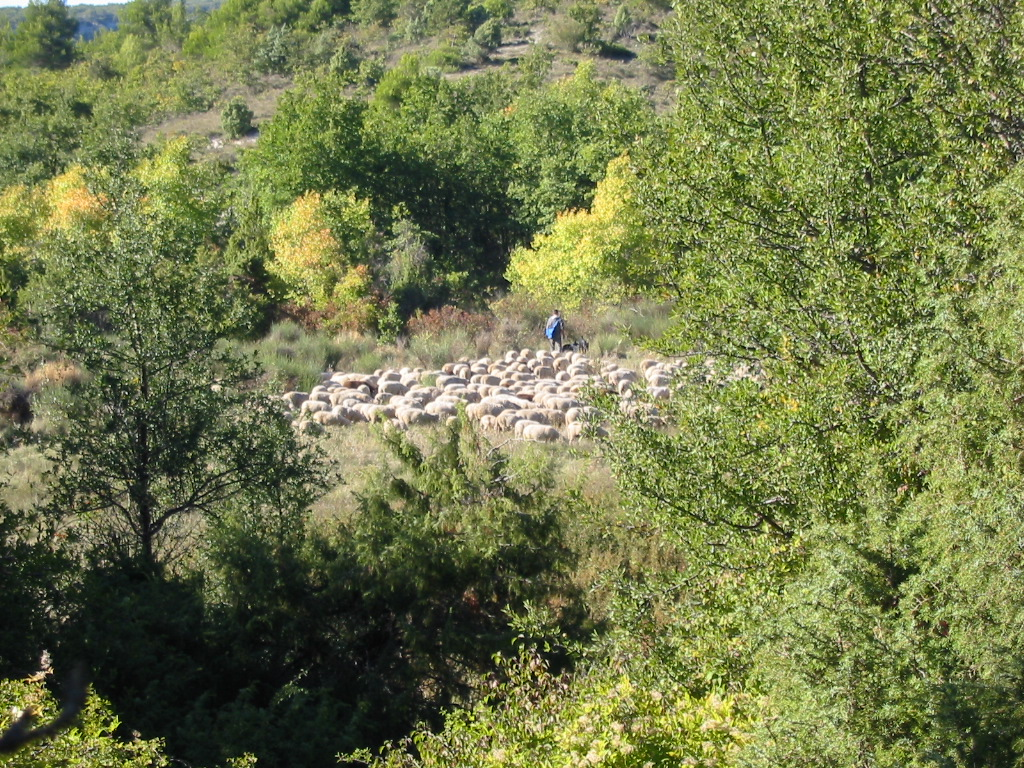
Un des derniers troupeaux de moutons.
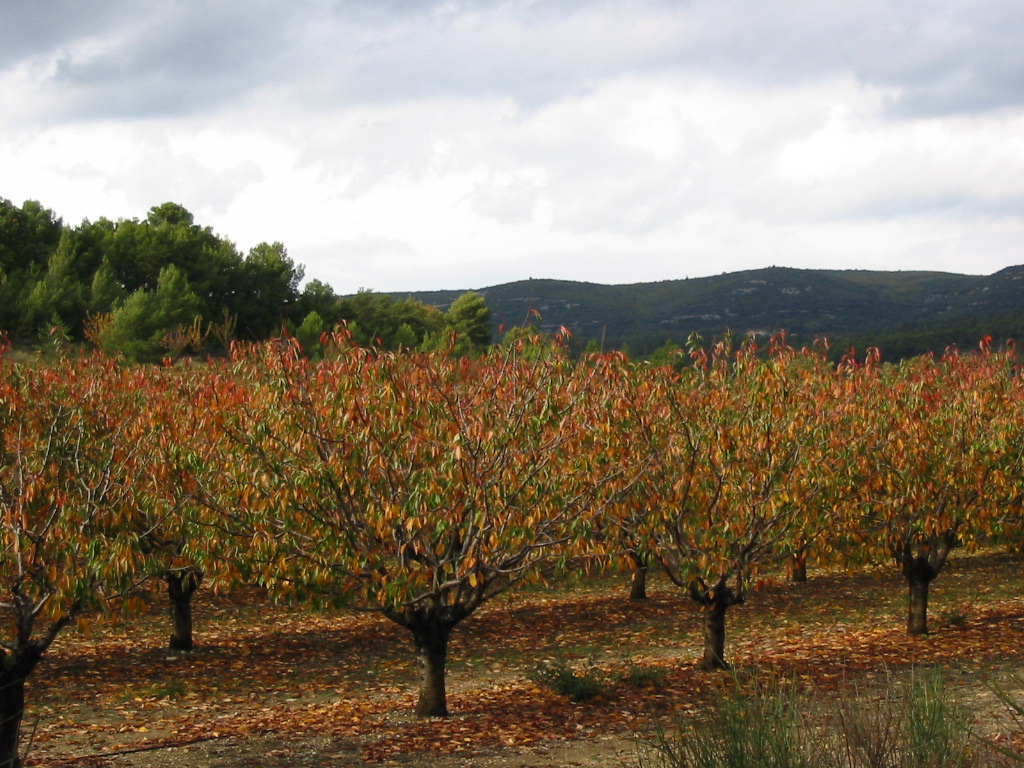
Champs de cerisiers.
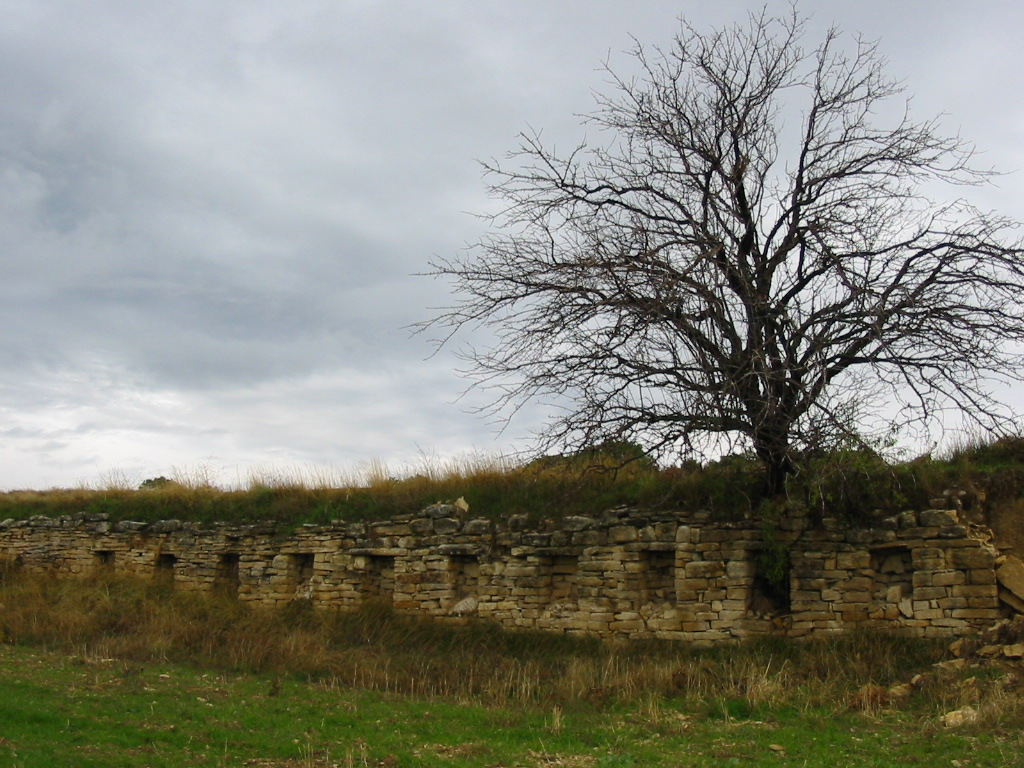
Apiers datant du Moyen Âge.

### Activité touristique

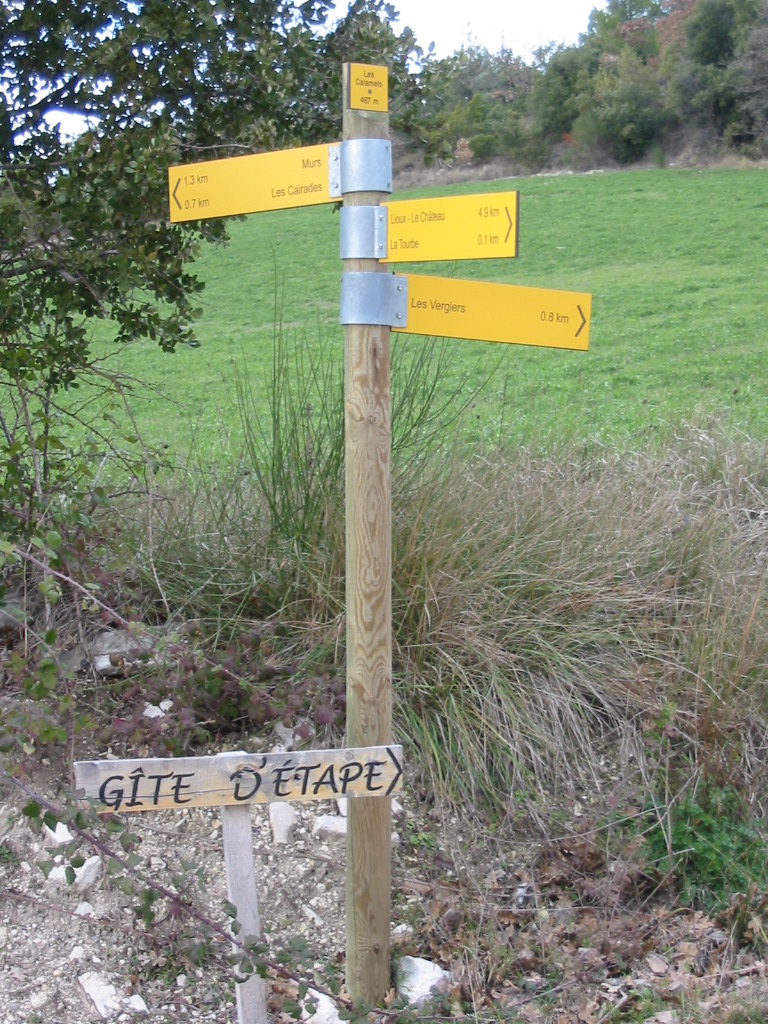
Nombreux sentiers de randonnées.

Plus en retrait du Triangle d’or du Luberon que les communes de Gordes ou de Roussillon et moins bien équipée en hôtellerie ou lieux de visites payants, la commune de Murs perçoit beaucoup moins de dividendes issus du secteur touristique. Elle dispose néanmoins d’un camping, d’un village vacance famille (VVF), de chambres d’hôtes et de gites ruraux, d'un hôtel-restaurant et, depuis 2001, d’un gîte d’étape de 26 places à Rémourase pour les randonneurs. Les sentiers de randonnées sont nombreux sur la commune et ses environs et les points d’intérêts plutôt variés : col de la Ligne et vestiges du Mur de la peste, grottes de Bérigoule, combes de Véroncle et de Vaumale, col de Murs, etc.

### Artisanat
Deux catégories artisanales sont représentées : l’artisanat d’art (poterie) et l’artisanat lié aux métiers du bâtiment.

### Infrastructures et commerces
La commune dispose d'une école primaire, d'une salle des fêtes et de plusieurs terrains de boules et dépend de son chef-lieu de canton Gordes pour les pompiers, gendarmerie et centre de tri de la poste malgré une annexe au cœur du bourg. Le parc de la Garenne, dépendance du château mise à la disposition de la municipalité de Murs, sert pour les fêtes du village.
Un unique bar hôtel-restaurant est en activité. Il est situé rue du Brave Crillon. Restaurant Bistrot de pays Le Crillon,.
Un autre hôtel existe route de Joucas. Un VVF (Village Vacances Famille) propose une quarantaine de gîtes au quartier de la Jaumière. Il est agrémenté d'une piscine municipale et d'un court de tennis. Non loin de là, un camping municipal 2** propose une cinquantaine d'emplacements en période d'été.
Dans l'agglomération, racheté par la mairie, un immeuble donnant aussi sur la rue du Brave Crillon, abrite depuis début 2012 : agence postale, bibliothèque et petite salle pour les associations.
L'épicerie sur la route d'Apt propose pain, fruits et légumes et autres biens alimentaires.
On trouve aussi un garage (commerce de mécanique générale), sur la D4.

#### Transports en commun
- Transport en Provence-Alpes-Côte d'Azur

#### Lignes SNCF
Les gares SNCF les plus proches sont à L’Isle-sur-la-Sorgue et Cavaillon.
Murs se situe à 46 kilomètres à l’est d’Avignon et de sa gare TGV.

#### Transports aériens
L'aéroport de Marseille Provence, le plus proche, est à 83 kilomètres.

## Culture et patrimoine

### Le château

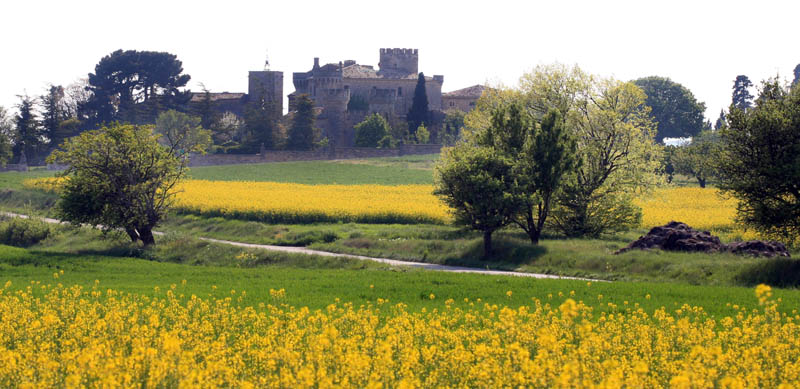
Vue sur le château par l’est.

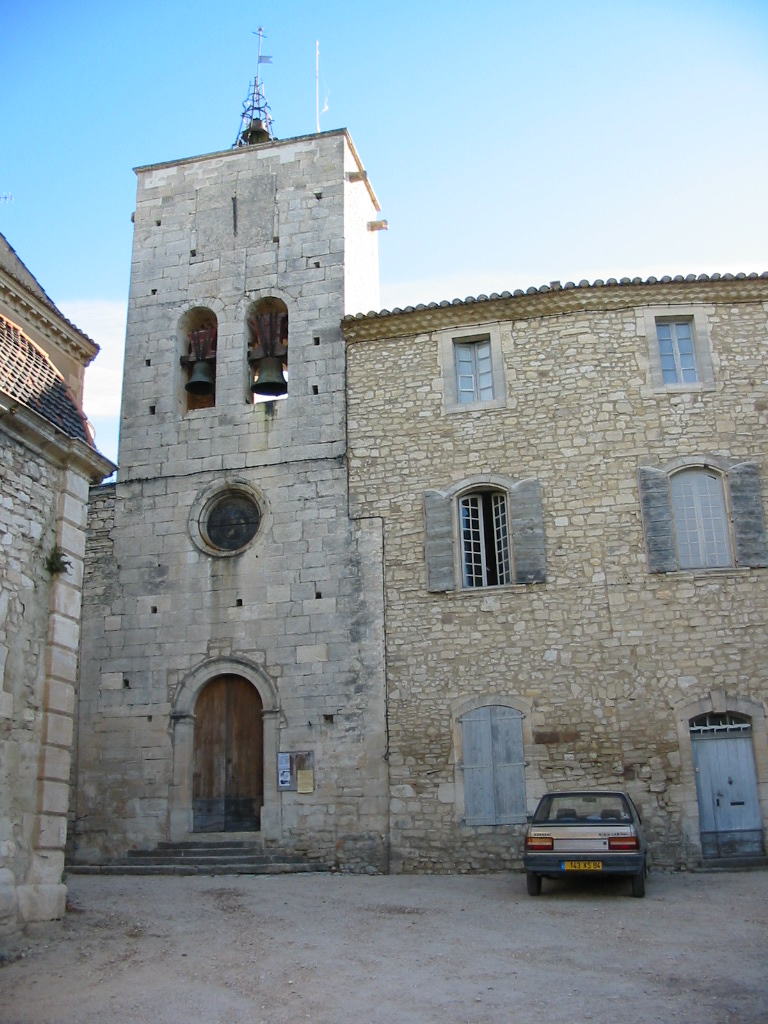
L’église Saint-Loup, de style roman.

La construction du château de Murs s’est échelonnée entre le XIIe et le XVIe siècle. Cependant, au XVIIIe siècle, les Astouaud avaient délaissé la bâtisse. Après la Révolution, le château est ensuite laissé à l’abandon, les animaux venant s’abreuver dans le puits. Au XIXe siècle, Bruno Vayson entreprend la restauration du château. Ses descendants occupent encore le château qui ne se visite pas. L’élément le plus intéressant est le donjon avec sa chapelle gothique et son auditoire de justice.
Lors de travaux de réfection du château, M. Julien Bergodaa, maçon résidant à Murs, crut mettre au jour une entrée de souterrain. Il s’agit d’une ouverture murée dans la paroi du puits de la cour d’une profondeur de 14 mètres. D’après la rumeur populaire, un souterrain relierait le château à la ferme de la Charlesse, soit une longueur d’environ trois kilomètres. Cette hypothèse, quoique peu plausible, se base sur le fait qu’un réseau de tunnels plus ou moins praticables existe déjà sous cette ferme, et en direction de la ferme de la Bérarde au nord. Ce réseau de tunnels est antérieur à la fin du XVIIIe siècle. Il devait vraisemblablement servir à la fuite ou au ravitaillement en cas d’attaque ou de siège.

### L'église
L'église Saint-Loup de Murs est depuis sa construction, à la fin du XIIe siècle, l’église communale. De style roman, elle était auparavant entourée d’un cloître.
Le trésor de l'église se compose d’un buste du saint du XVIIIe siècle contenant des reliques de saint Loup, saint Lambert et saint André apôtre, un encensoir du XVIIIe siècle dont il n’existe en France que deux autres modèles et une croix de procession en argent ciselée sur une âme de bois du XVIe siècle. La croix, présentée au musée du Louvre en 1965, a été classée par les monuments historiques.
Sur un arceau de la voûte du bâtiment, on trouve la sculpture d’un aigle bicéphale dont l’origine est inconnue. Aucune des diverses hypothèses avancées par les chercheurs ne s’avère satisfaisante.

### La chapelle Notre-Dame-du-Salut
Construite en 1625 par Jean d’Astouaud, la chapelle Notre-Dame-du-Salut est la chapelle seigneuriale où sont inhumés les seigneurs de Murs. Bruno Vayson, maire de Murs au XIXe siècle, y est notamment enterré. Tous les ans, à l’Ascension, une procession se rend du village jusqu’à la chapelle où une messe est dite, à l’issue de laquelle on fait sonner la petite cloche de la chapelle qui répond au nom de Clara Maria Adela.

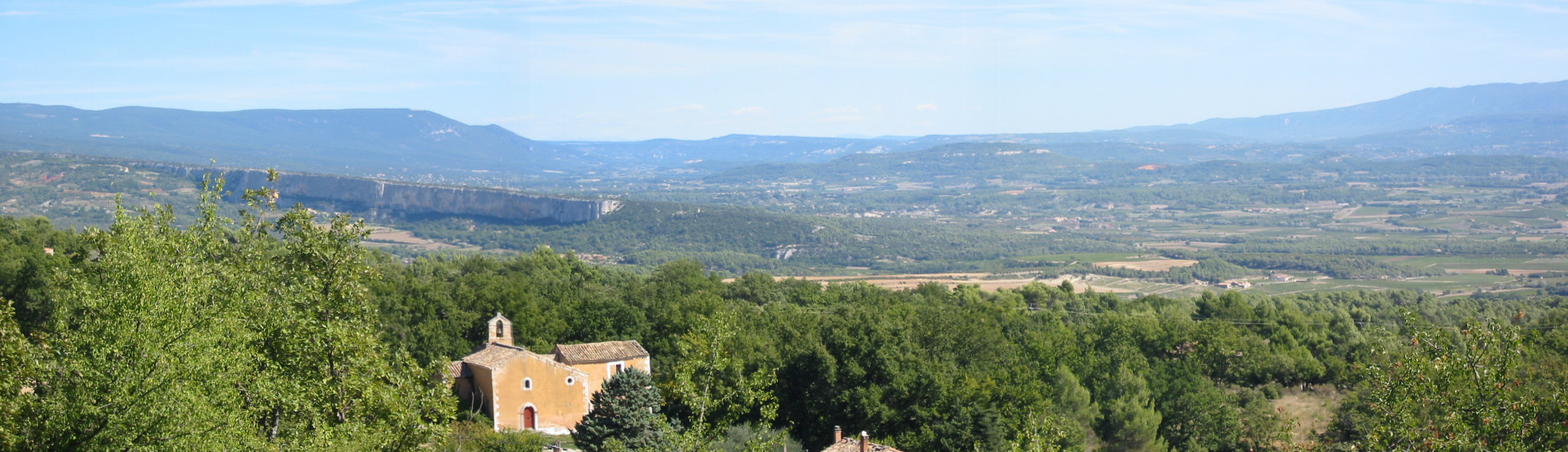
La chapelle Notre-Dame-du-Salut, avec en arrière-plan : les monts de Vaucluse, la falaise de Lioux, la plaine du Calavon et le Luberon.

### Petit patrimoine

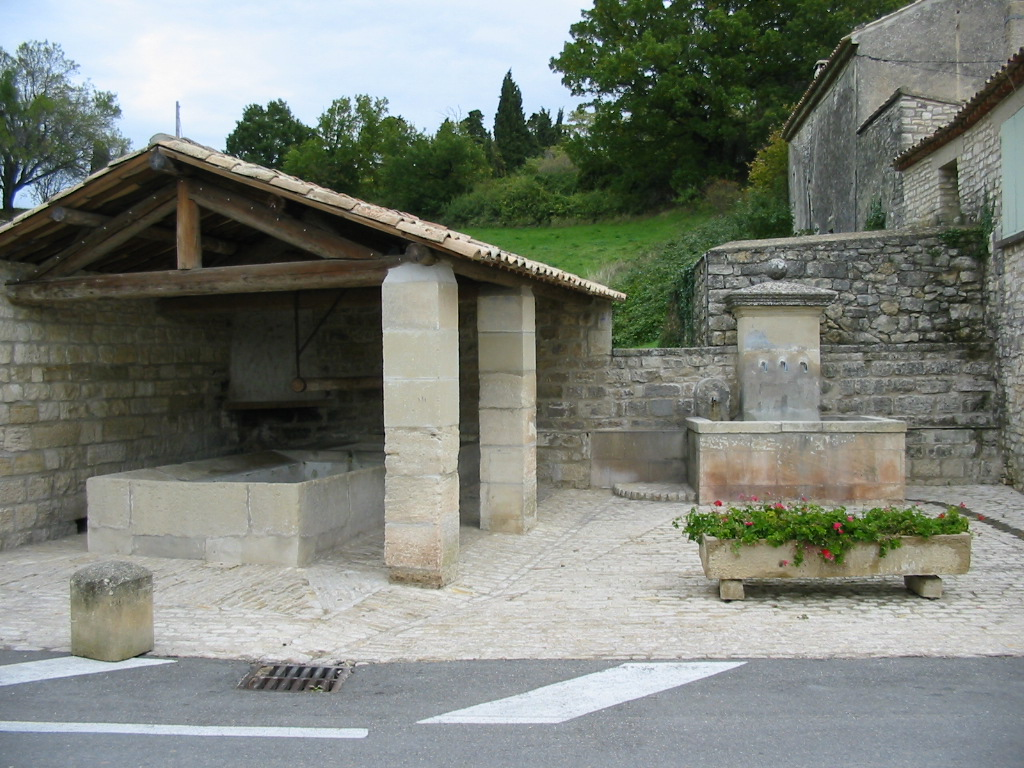
Le lavoir et sa fontaine à l’ouest du village.

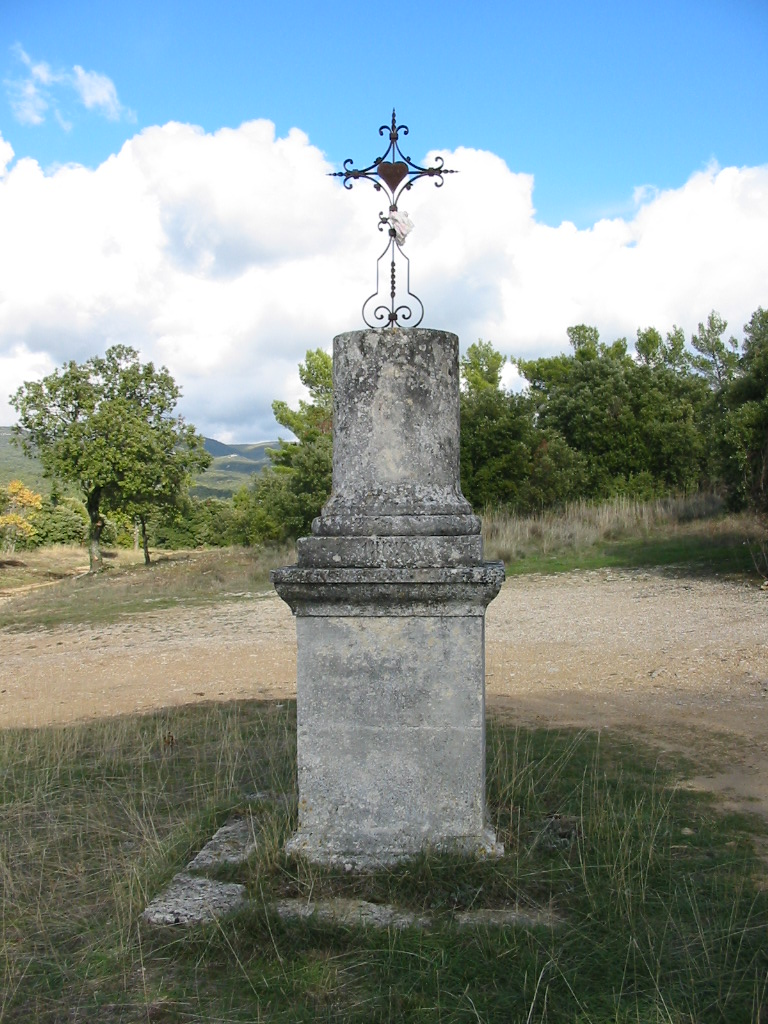
La croix des Cairades accueille les voyageurs venant du nord.

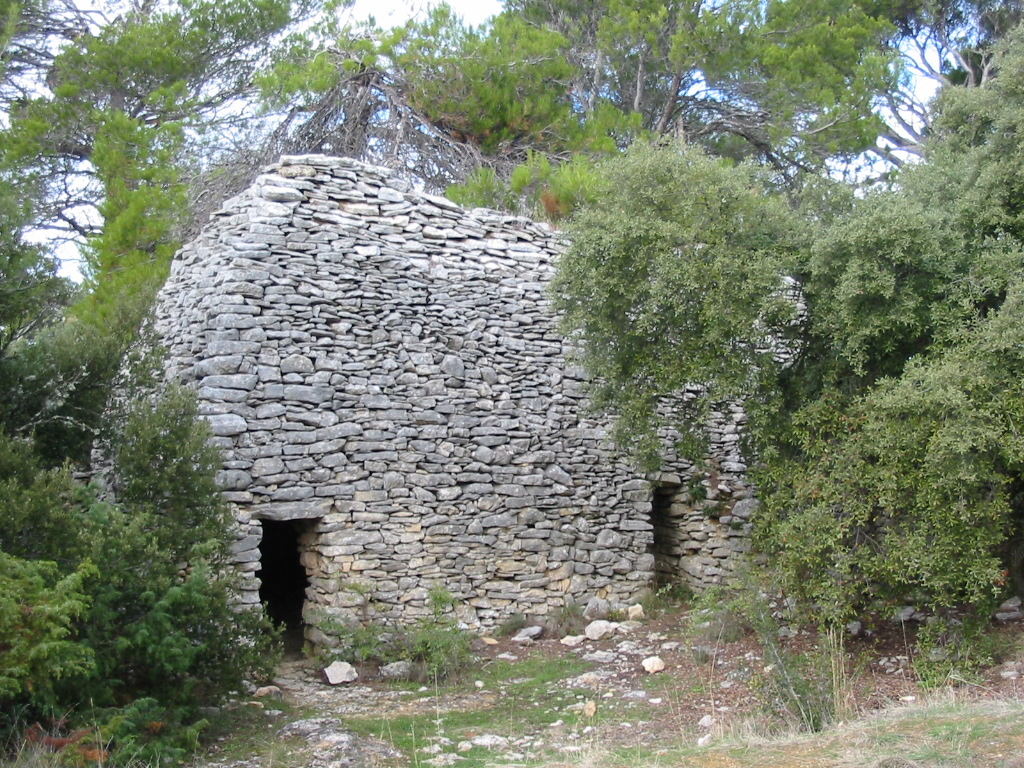
Borie des Chalottes.

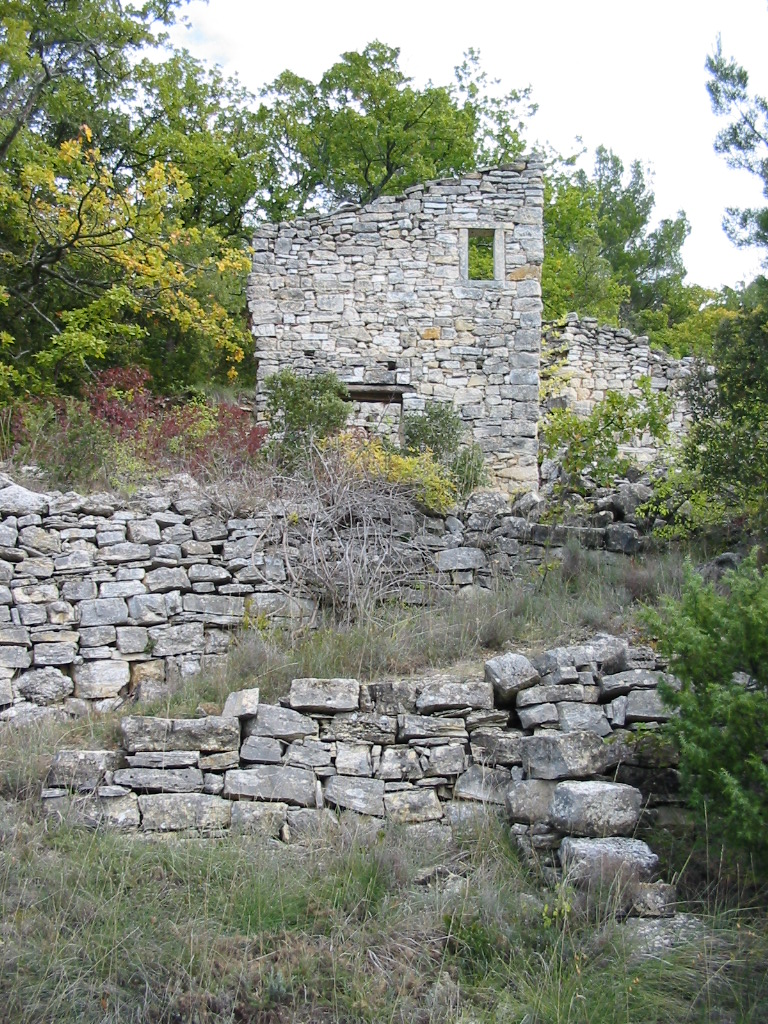
Les ruines de la Brune.

Murs est une des communes du Luberon riches en petit patrimoine. Ses multiples puits, croix de chemin, cabanes en pierre sèche ou bories ont été recensés par le parc naturel régional du Luberon.
Puits, lavoirs, fontaines et pompes
Le manque d'eau en surface a contraint les habitants de Murs à creuser la roche pour atteindre les nappes phréatiques. Les vestiges de puits et de fontaines sont donc nombreux dans le village comme dans ses hameaux.
Chaque ferme devait autrefois posséder un point d’eau. On trouve encore ces puits aux hameaux des Beylons et des Vergiers, dans la ferme de la Cauquière ou dans les ruines de la ferme de Vaumale. À l’image de celui qui est situé à la sortie est du village, les puits autour de Murs sont tous construits sur le même modèle : l’embouchure de l’excavation creusée dans la roche est recouverte d’une voûte de pierre sèche pourvue d’une porte en bois.
Les rares sources étaient aménagées avec des vasques en pierre comme c’est le cas à la fontaine des Renards sur le chemin du col de Murs ou à Fond de l’Ave (en provençal : fontaine du mouton).
Les villageois disposaient de trois lavoirs. Le lavoir de l’entrée ouest du village est le mieux conservé ; le lavoir et sa fontaine ont été utilisés par les lavandières jusqu’au milieu du XXe siècle.
Les deux autres, le lavoir du parc de la Garenne et celui de Franqueau sont dans un plus mauvais état. En ce qui concerne ce dernier, une convention vient toutefois d'être signée avec Fondation du Patrimoine, en vue de sa restauration complète.
Une placette du village située sur la rue principale (RD no 4) comporte une pompe "Dragor" (pompe à godets) qui était encore en service vers les années 1970. Actuellement[Quand ?], la courroie est rompue. Mais la pompe, en fonte, intacte et avec seulement quelques fêlures, est toujours à l’aplomb d’un puits de profondeur inconnue. Il serait intéressant d’effectuer des recherches sur la date d’installation de ce dispositif, ainsi que sur celle où il a cessé d’être opérationnel. De nombreux touristes de passage au village en saison d’été essaient de la manipuler en vain.
Croix et oratoires
Cinq croix sont disséminées aux alentours du village.
La croix des Cairades sur la route des Beylons porte la date de 1863. À cette époque, Napoléon III est empereur des Français et la famille Vien, impérialiste, administre le village.
Comme la croix des Plantades, à l’ouest du village, et la croix des Plaines au sud, cette croix fut forgée par la famille Auphan. Du XVIIe au XXe siècle, les Auphan furent forgerons de père en fils. Outre ces trois croix, on leur doit les grilles du château et l’armature du clocher. Ces croix en fer forgé accueillent les voyageurs sur les trois routes qui mènent au village.
Les deux autres croix, en pierre, se trouvent dans le bourg.
La croix sur la rue qui mène au château est une croix dite « croix occitane », emblème de la ville de Toulouse et de sa région. En réalité, il s’agit de l’emblème de la commune de Venasque qui, par des mariages successifs, a été transmis aux comtes de Toulouse. Cette croix porte le chronogramme de 1725. Peut-être s’agit-il là d’un remerciement après que le village a été épargné par l’épidémie de peste qui s’est achevée trois ans plus tôt[réf. nécessaire].
L'autre croix de pierre est placée dans un abri en pierre à l’angle d’un mur au cœur du village. Elle porte la date de 1749. On peut voir là encore la trace d’une offrande à la suite de l’envoi, en 1746, de travailleurs, d’animaux de trait et de fourrage pour fortifier le port de Toulon. On est alors en pleine guerre de succession d’Autriche et les armées austro-sardes menacent le port français.
Outre ces trois, un petit oratoire dédié à la Vierge se trouve à la sortie est du village.
Cabanes et murs en pierres sèches
Le terme « borie », dans la langue touristique relative à la Provence, désigne un cabanon en pierres sèches qui, aux XVIIIe et XIXe siècles, servait de grange, d’écurie ou d’habitation saisonnière à un agriculteur exploitant une parcelle foraine (située sur une autre commune) ou trop éloignée de sa maison. Ces édifices sont disséminés autour du bourg : par exemple, aux Plaines, aux Beylons ou encore aux Calamels. La plus belle construction se trouve aux Chalottes : on y trouve une véritable bergerie, très vaste et constituée de deux pièces séparées, pouvant ainsi accueillir le berger et son troupeau.
La commune comporte aussi des murs de soutènement de terrasses agricoles, des murs de clôture en pierre sèche et des murs-clapiers (ou pierriers) liés à des cabanes en pierre sèche et à d'autres aménagements (ruchers, treilles, sources, etc.) également en pierre sèche.
Ruines
Aux XIXe et XXe siècles, poussés par l'exode rural, de nombreux Mursois ont déserté le village pour s’employer dans les villes. La crise démographique a laissé nombre de ruines et vestiges de fermes dans les collines. Parmi les plus remarquables, les ruines de Vaumale, où subsistent un puits, le Jas du Griffon et un peu plus loin sa bergerie, tous deux en ruine, et la ruine de la ferme des Baïsses. Certaines ruines ont été restaurées, ainsi la ferme du Mourre Blanc ou le moulin des Étangs dans la combe de Véroncle.

## Personnalités liées à la commune

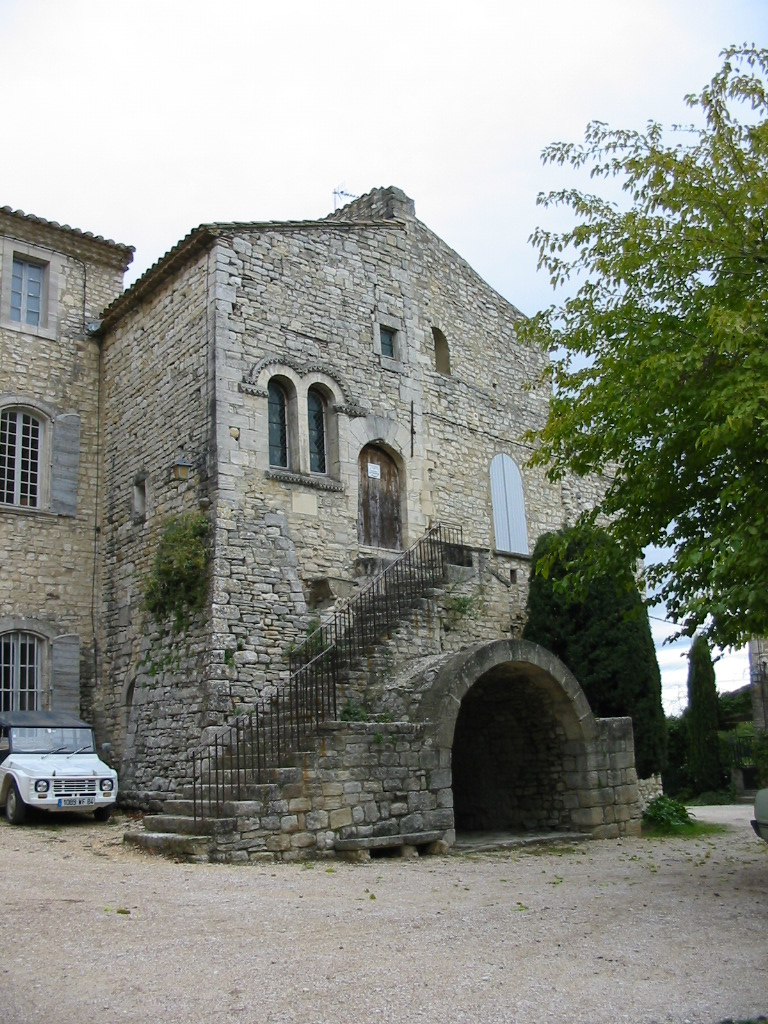
La maison natale de Crillon le brave sur la place de l'Église.

- Louis de Balbes de Berton de Crillon dit Crillon-le-brave (1541 à Murs -1615), homme de guerre.
- Joseph Maximilien Vayson (1787-1863), homme politique, maire d'Abbeville, député de la Somme.
- André Vayson de Pradenne (1888-1939), préhistorien.
- Pierre Seghers (1906-1987), poète, résistant et éditeur.
- Francis Herth (1943-2018), artiste peintre, sculpteur, graveur, lithographe, illustrateur.

## Traditions
Le Carmentran : le carnaval du Carême (tombé en désuétude après 1918 mais qui revit depuis quelque temps) au cours duquel de nombreux Mursois se travestissent, promènent dans les rues une effigie de carton mâché avant de lui faire un procès.
Le tribunal reproche au personnage tous les petits désagréments ou incidents qui ont émaillé la vie des habitants. L’inévitable sentence au bûcher exorcise alors les méfaits passés, et la population repart sainement pour une nouvelle année de vie communautaire.
Parmi les divertissantes mascarades, on admire la ronde des « bouffetaires » au visage enfariné, vêtus de chemises de nuit et coiffés de bonnets en coton, qui se poursuivent à la queue-leu-leu avec leurs soufflets en chantant de vieilles rengaines provençales.
La fête votive, le dimanche après le 15 août, et ses concours de boules pétanque ou jeu provençal.
Depuis quelques années, ces festivités sont moins fréquentées par une population plus jeune et donc plus mobile, les propositions de loisirs étant plus nombreuses.

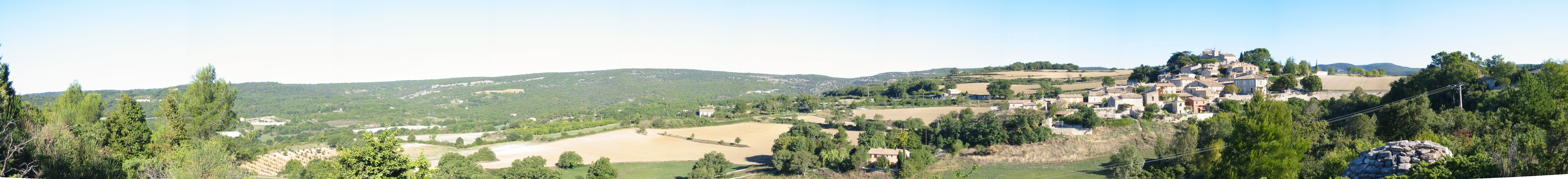